# Batalha de Gettysburg
A Batalha de Gettysburg, ocorrida nos arredores e dentro da cidade de Gettysburg, Pensilvânia, foi o embate com o maior número das vítimas na Guerra de Secessão e ponto culminante da segunda invasão do norte pelo exército confederado do general Robert E. Lee. No final, o Exército do Potomac, comandado pelo major general George Meade,  derrotou os ataques do Exército da Virgínia do Norte, comandado pelo general Lee, suspendendo a invasão confederada no Norte.
A racionalização de Lee para iniciar a Campanha de Gettysburg concentrava-se no fato de que, com a guerra se arrastando, o Sul via suas reservas de homens e suprimentos se esgotarem contra o Norte, que tinha uma população quatro vezes maior e um potencial industrial vastamente superior. No final de 1862, os federais foram derrotados na Batalha de Fredericksburg. Cinco meses depois veio outra vitória confederada, desta vez em Chancellorsville, debilitando consideravelmente o exército da União na Virgínia. O general Lee então concebeu a segunda invasão dos territórios nortenhos, destruindo o Exército do Potomac, colocando-se numa posição para ameaçar as cidades do Norte, como Washington, D.C., Filadélfia e Baltimore, o que forçaria o presidente Abraham Lincoln a negociar e enfim encerrar a guerra. A União se moveu rapidamente para reorganizar suas forças e Lincoln dispensou Joseph Hooker do comando, colocando em seu lugar o cauteloso, porém pragmático, general George Meade.
A invasão confederada começou em 3 de junho de 1863, cruzando o Vale do Shenandoah e passando por Maryland. Um mês depois, as forças de Lee invadiram a Pensilvânia, com a cavalaria na vanguarda. Em 1 de julho, unidades avançadas dos exércitos do norte e do sul colidiram inesperadamente próximo a cidade de Gettysburg. Reconhecendo o valor estratégico daquela região, Lee ordenou que suas forças se concentrassem naquela pequena cidade e destruíssem as forças federais por lá, mas Geroge Meade agiu mais rápido do que o antecipado e mandou reforços. Assim, em questão de horas, a luta em Gettysburg evoluiu para uma conflagração generalizada entre o Exército do Potomac e o Exército da Virgínia do Norte. No segundo dia, todas as tropas de ambos os lados estavam finalmente reunidas e assumiram suas posições. Os confederados tomaram a iniciativa, convergindo sobre os flancos das forças da União de forma feroz, mas sem sucesso. A luta foi particularmente violenta em Culp's Hill e Cemetery Hill. Apesar da pressão, as linhas federais mantiveram-se firmes e ambos os lados sofreram pesadas baixas.
Em 3 de julho, no terceiro dia de lutas, combates voltaram a acontecer em Culp's Hill e em outras áreas das frentes de batalha, mas sem mudanças drásticas ao sul e norte. O general Lee então concebeu um ataque contra o centro das linhas da União, onde ele acreditava que o inimigo estaria mais fraco. O seu segundo em comando, general James Longstreet, protestou contra essa ação, mas Lee permaneceu irredutível. Assim, na tarde daquele dia, mais de 12 mil soldados confederados cruzaram o campo aberto e atacaram as linhas da União na área de Cemetery Hill. No que ficou conhecido como Pickett's Charge (ou "o Ataque de Pickett"), as forças confederadas sofreram enormes perdas e o ataque foi repelido pelo exército nortenho. Sem alternativa, Lee ordenou uma retirada geral, dando a vitória na Batalha de Gettysburg para a União. Somadas as baixas de ambos os lados, perto de 50 mil americanos foram mortos, feridos ou desapareceram, sendo uma das batalhas mais sangrentas da história dos Estados Unidos.
Em 19 de novembro, o presidente Lincoln visitou o campo de batalha de Gettysburg para inaugurar o primeiro cemitério nacional do país para enterrar os veteranos unionistas da guerra, realizando um dos seus mais famosos discursos.

## Contexto

### Situação militar

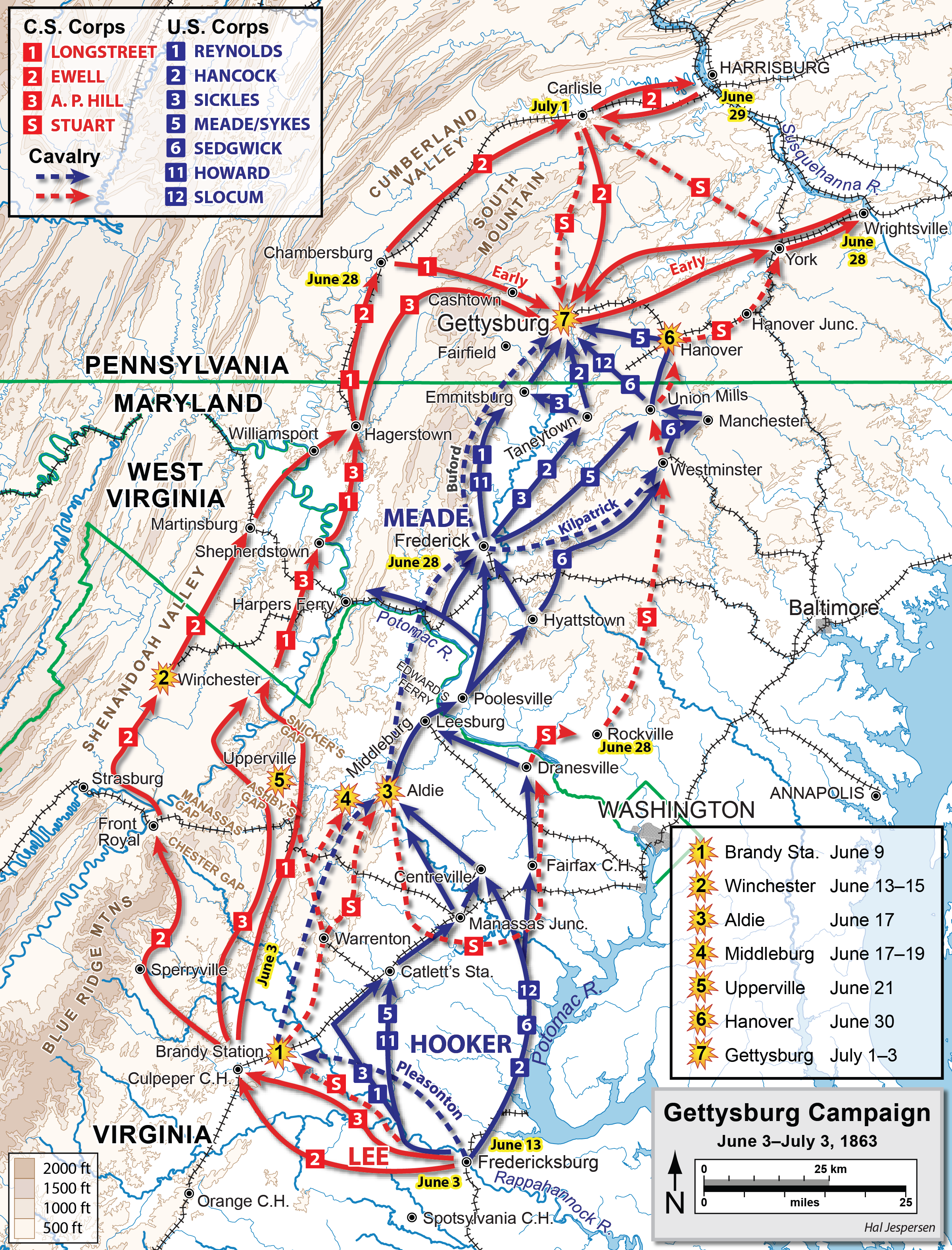
A campanha de Gettysburg (até 3 de julho) com movimentos de cavalaria mostrados com linhas tracejadas.
Confederados
União

Logo depois que o Exército da Virgínia do Norte (Confederação) obteve uma grande vitória sobre o Exército do Potomac (União) na Batalha de Chancellorsville (30 de abril – 6 de maio de 1863), o General Robert E. Lee decidiu lançar uma segunda invasão do Norte (a primeira foi a malsucedida Campanha de Maryland de setembro de 1862, que terminou na sangrenta Batalha de Antietam). Tal manobra iria frustrar os planos da União de lançar suas próprias campanhas de verão e possivelmente reduziria a pressão sobre a guarnição confederada sitiada em Vicksburg. A invasão também permitiria aos confederados viver da fartura das ricas fazendas do norte, enquanto dava à Virgínia, devastada pela guerra, um descanso muito necessário. Além disso, o exército de 72 000 homens do General Lee poderia ameaçar as grandes cidades do norte, como Filadélfia, Baltimore e até Washington, e possivelmente fortalecer o crescente movimento pacifista no Norte.

### Movimentos iniciais para a batalha
Em 3 de junho de 1863, o exército do General Lee começou a se mover ao norte de Fredericksburg, Virgínia. Após a morte do general Thomas "Stonewall" Jackson, Lee reorganizou seus dois maiores corpos de exército, dividindo-os em três novos corpos, comandados pelo tenente-general James Longstreet (Primeiro Corpo), o tenente-general Richard S. Ewell (Segundo Corpo) e o tenente-general A.P. Hill (Terceiro Corpo); tanto Ewell quanto Hill, que anteriormente se reportavam a Jackson como comandantes de divisão, eram novos nesse nível de responsabilidade. A divisão de cavalaria permaneceu sob o comando do major-general J.E.B. Stuart.
O Exército do Potomac da União, sob comando do major-general Joseph Hooker, consistia em sete corpos de infantaria, um corpo de cavalaria e uma reserva de artilharia, para uma força combinada de mais de 100 000 homens.
A primeira grande ação da campanha ocorreu em 9 de junho entre as forças de cavalaria em Brandy Station, próximo de Culpeper, Virgínia. Uma força de 9 500 confederados a cavalo sob comando do general Stuart foram surpreendidos por uma força de armas combinadas do major-general Alfred Pleasonton de duas divisões de cavalaria (aproximadamente 8 000 combatentes) e 3 000 soldados de infantaria, mas Stuart conseguiu repelir o ataque inimigo. A batalha inconclusiva, o maior confronto predominantemente de cavalaria da guerra, provou pela primeira vez que o soldado a cavalo da União era igual ao seu homólogo sulista.
Até meados de junho, o Exército da Virgínia do Norte estava se preparando para cruzar o Rio Potomac e invadir Maryland. Após derrotar as guarnições da União em Frederick, Winchester e Martinsburg, o Segundo Corpo do general Ewell começou a cruzar o Potomac em 15 de junho. As tropas de Hill e Longstreet o seguiram em 24 e 25 de junho. O exército de Hooker perseguiu os confederados, matêndo-se posicionado entre Washington, D.C. e as forças de Lee. O exército da União cruzou o Potomac entre 25 e 27 de junho.
Lee deu ordens estritas para seu exército minimizar quaisquer efeitos negativos sobre a população civil, mas fez vista grossa quando violações aconteceram. Alimentos, cavalos e outros suprimentos geralmente não eram apreendidos de imediato, a menos que um cidadão escondesse a propriedade, embora os intendentes reembolsassem os fazendeiros e comerciantes do norte com dinheiro Confederado que era praticamente sem valor ou com notas promissórias igualmente inúteis, ações que não eram bem recebidos pelos nortenhos. Várias cidades, mais notavelmente York, na Pensilvânia, foram obrigadas a pagar indenizações em troca de suprimentos, sob ameaça de destruição. Durante a invasão, os confederados capturaram entre 40 e 60 afro-americanos do norte. Alguns dos negros capturados eram escravos fugitivos, mas a maioria eram homens livres; todos foram enviados, sob guarda, para o sul para mercados de escravos.
Em 26 de junho, elementos da divisão do major-general Jubal Early ocupou a cidade de Gettysburg depois de perseguir uma milícia recém-criada da Pensilvânia em uma série de pequenas escaramuças. Early colocou a região sob tributo, mas não coletou nenhuma quantidade de suprimentos significativa. Soldados queimaram vários vagões e uma ponte coberta, e também destruiram trilhos próximos e linhas telegráficas. Na manhã seguinte, Early deixou a região e partiu para o adjacente Condado de York.
Enquanto isso, em um movimento polêmico, Lee permitiu que o general Stuart pegasse uma parte da cavalaria do exército e cavalgasse pelo flanco leste do exército da União. As ordens de Lee deram a Stuart muita latitude e ambos os generais compartilham a culpa pela longa ausência da cavalaria confederada, bem como pelo fracasso em atribuir um papel mais ativo à cavalaria deixada com o exército. Stuart e suas três melhores brigadas estiveram ausentes do exército durante a fase crucial da aproximação a Gettysburg e os dois primeiros dias de batalha. Em 29 de junho, o exército de Lee estava estendido em um arco de Chambersburg (45 km a noroeste de Gettysburg) a Carlisle (48 km ao norte de Gettysburg) próximo de Harrisburg e Wrightsville nas margens do Rio Susquehanna.
Em uma disputa sobre o uso das forças que defendiam a cidade de Harpers Ferry, o General Hooker ofereceu sua renúncia ao presidente Abraham Lincoln e ao General-em-Chefe Henry W. Halleck, que procuravam uma desculpa para se livrar dele, imediatamente aceitaram. Eles substituíram Hooker na manhã de 28 de junho pelo major-general George Gordon Meade, que até então servia como comandante do V Corpo do exército da União.
Em 29 de junho, quando Lee soube que o exército da União havia atravessado o rio Potomac, ele ordenou que suas forças se concentrassem na cidade de Cashtown, localizada na base leste de South Mountain e 13 km a oeste de Gettysburg. No dia seguinte, enquanto parte do Corpo de Exército do general Hill estava em Cashtown, uma das brigadas dele (soldados da Carolina do Norte sob comando do general J. Johnston Pettigrew) se moveu em direção a Gettysburg. No seu livro de memórias, o major-general Henry Heth, o comandante da divisão de Pettigrew, afirmou que ele havia mandado Pettigrew para buscar suprimentos em Gettysburg — especialmente sapatos.
Quando os soldados do general Pettigrew se aproximaram de Gettysburg em 30 de junho, eles notaram a presença de uma unidade de cavalaria da União, sob comando do major-general John Buford que já havia chegado pelo sul e Pettigrew decidiu retornar para Cashtown sem dar combate. Quando Pettigrew informou os generais Hill e Heth do que ele tinha visto, nenhum dos generais acreditava que havia uma força substancial da União na cidade ou perto dela, suspeitando que fosse apenas a milícia da Pensilvânia. Apesar das ordens de Lee para evitar uma conflagração geral até que seu exército estivesse completamente concentrado, Hill decidiu montar uma significativa tropa de reconhecimento na manhã seguinte para determinar o tamanho e a força da tropa inimiga em sua frente. Por volta de 5h da manhã de 1 de julho de 1863 (uma quarta-feira), duas brigadas da divisão do general Heth avançaram em peso contra Gettysburg.

## Ordem da Batalha

### União
Pelo Exército do Potomac, tomaram parte na batalha sete corpos de infantaria:
- I Corpo de Exército, sob Maj. Gal. John F. Reynolds (morto);
- II Corpo de Exército, sob Maj. Gal. Winfield S. Hancock (gravemente ferido);
- III Corpo de Exército, sob Maj. Gal. Daniel E. Sickles (gravemente ferido);
- V Corpo de Exército, sob Maj. Gal. George Sykes;
- VI Corpo de Exército, sob Maj. Gal. John Sedgwick;
- XI Corpo de Exército, sob Maj. Gal. Oliver O. Howard;
- XII Corpo de Exército, sob Maj. Gal. Henry W. Slocum.

Desde as reformas promovidas por Joseph Hooker, a cavalaria da União passaria a emular a organização eficiente da sua contraparte confederada, concentrando as brigadas até então distribuídas pelos corpos de infantaria num único corpo de cavalaria, sob um único comando:
- Corpo de Cavalaria, sob Maj. Gal. Alfred Pleasonton.

Gal. Brig. Henry J. Hunt, comandante da artilharia do Exército do Potomac traria ao campo de batalha a sua própria inovação. Além das baterias distribuídas para cada um dos corpos de infantaria e cavalaria, Hunt manteria uma grande reserva de artilharia, que poderia direcionar com liberdade aos pontos em que o seu apoio fosse mais necessário:
- Reserva de Artilharia, sob Gal. Brig. Robert O. Tyler.

### Confederação
Após a morte do Ten. Gal. Thomas “Stonewall” Jackson, Gal. Lee optou por dividir o  Segundo Corpo do Exército do Norte da Virgínia em dois.  Assim, a sua infantaria passaria a ter três corpos:
- Primeiro Corpo de Exército, continuando sob Maj. Gal. James Longstreet;
- Segundo Corpo de Exército, agora sob Ten. Gal. Richard S. Ewell;
- Terceiro Corpo do Exército, sob Ten. Gal. Ambrose Powell Hill.

A cavalaria continuaria sob um único comando central:
- Divisão de Cavalaria de Stuart, sob Maj. Gal. James E. B. Stuart.

Mas o mesmo não ocorria com a artilharia, dividida em brigadas alocadas cada uma a uma divisão de infantaria ou a cavalaria. Esse sistema mostrou se de difícil coordenação.

## Primeiro dia da batalha

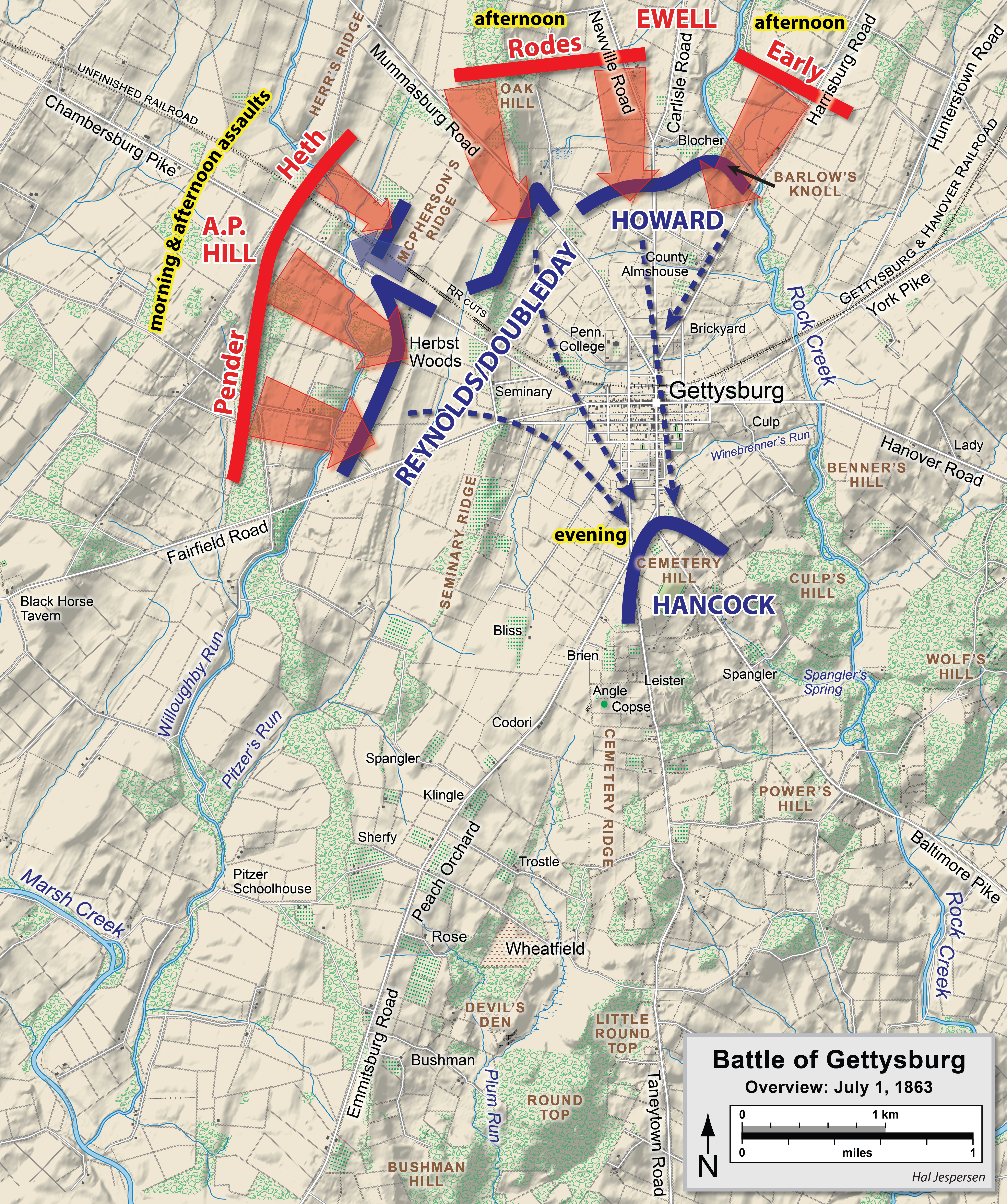
Mapa geral do primeiro dia (1 de julho) da Batalha de Gettysburg

### Herr Ridge, McPherson Ridge e Seminary Ridge
Antecipando que os confederados marchariam em Gettysburg do oeste na manhã de 1 de julho, o general John Buford (que comandava uma divisão de cavalaria unionista) preparou suas defesas dividindo-as entre três cumeeiras (ridges) a oeste da cidade: Herr Ridge, McPherson Ridge e Seminary Ridge. Buford posicionou seus homens em terreno muito favorável e esperava travar uma ação retardadora com sua pequena divisão de cavalaria contra as forças de infantaria confederadas numericamente superiores. O objetivo era segurar o inimigo por tempo suficiente até que reforços da União pudessem chegar. Buford sabia que se os confederados o sobrepujassem, eles poderiam ocupar as poderosas posições defensivas ao sul da cidade, em Cemetery Hill, Cemetery Ridge e Culp's Hill. Se os confederados pudessem obter o controle dessas colinas, o exército do general George Meade (que consistia de sete corpos) teria dificuldade em desalojá-los.
A divisão do general Henry Heth avançou com apenas duas brigadas, comandadas pelos generais James J. Archer e Joseph R. Davis. Heth esperava pouca resistência, provavelmente de algumas milícias locais. Eles prosseguiram para o leste em colunas ao longo de Chambersburg Pike. Cinco quilômetros a oeste da cidade, por volta das 7:30h da manhã de 1 de julho de 1863, as duas brigadas inicialmente enfrentaram alguma resistência de sentinelas da cavalaria unionista e então se dispuseram em linhas de batalha. Segundo a tradição, o soldado da União que disparou o primeiro tiro da batalha foi o tenente Marcellus Jones. Posteriormente, os homens de Heth encontraram soldados de cavalaria desmontados do coronel William Gamble. Os soldados desmontados resistiram ferozmente, atrasando o avanço confederado disparando suas carabinas Sharp de carregamento pela culatra e com alguns soldados, segundo alguns historiadores, disparando carabinas e rifles de repetição Spencer por trás de cercas e árvores. Ainda assim, por volta das 10:20h da manhã, os confederados empurraram os homens da cavalaria da União para o leste, para McPherson Ridge, onde a vanguarda do I Corpo do exército da União (liderada pelo major-general John F. Reynolds) finalmente chegaria.
Ao norte de Chambersburg, os confederados sob comando do general Joseph Davis conseguiram um sucesso temporário contra o general-de-brigada Lysander Cutler e sua brigada mas foram repelidos sofrendo pesadas baixas perto de um leito ferroviário inacabado cortado no cume. Ao sul do pique, a brigada do general James Archer atacou através da Floresta Herbst (também conhecido como McPherson Woods). A chamada Iron Brigade (considerada uma das brigadas de elite do Exército do Potomac), sob comando do general-de-brigada Solomon Meredith, conseguiu vários sucessos contra os confederados, capturando mais de cem inimigos (incluindo o próprio Archer).

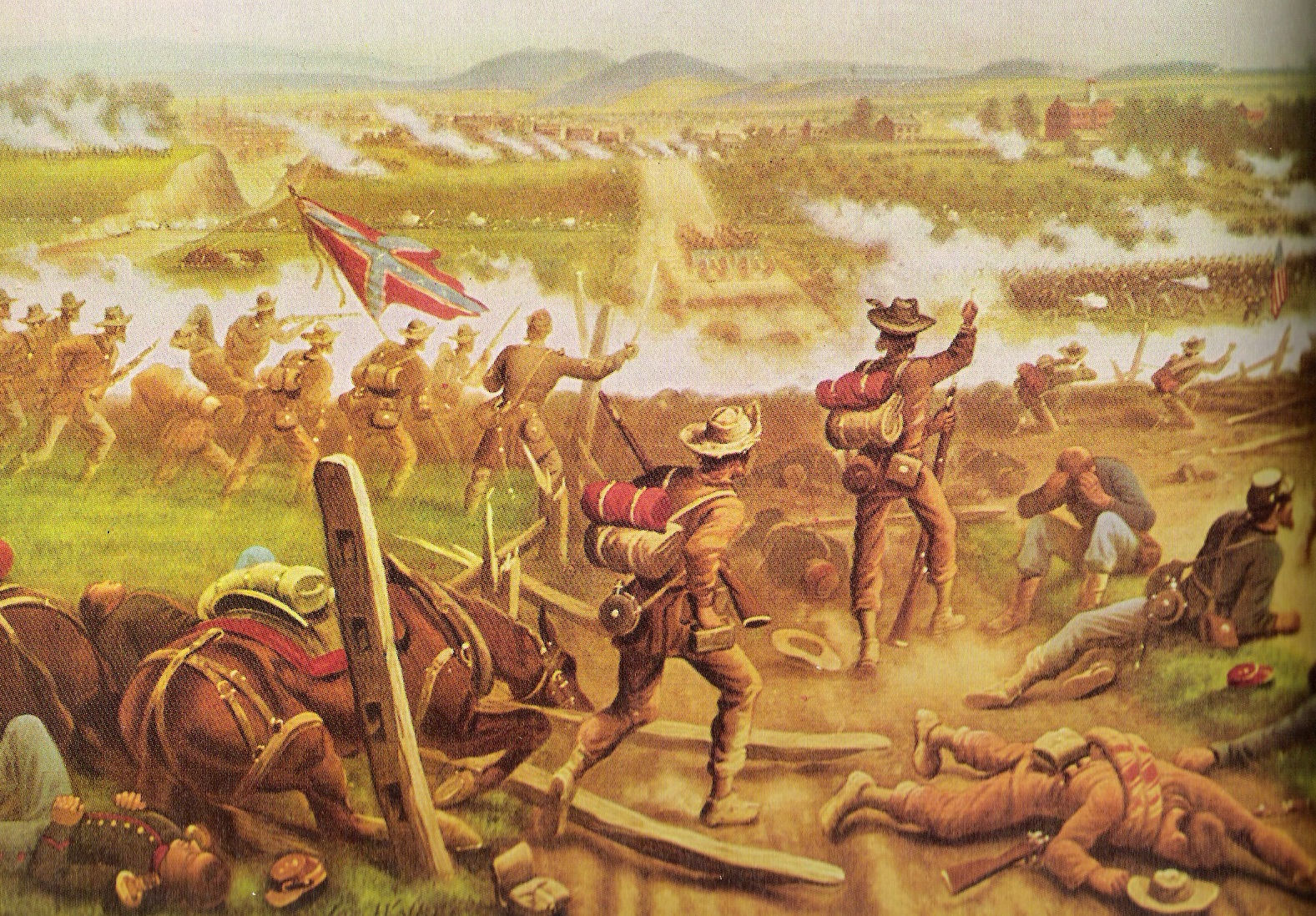
O primeiro dia em Gettysburg

O General Reynolds, que coordenava suas tropas e ações de artilharia, foi morto a leste da floresta. O autor Shelby Foote escreveu que a causa da União perdeu um homem considerado por muitos como "o melhor general do exército". O major-general Abner Doubleday assumiu o comando do I Corpo. Os combates na área de Chambersburg Pike duraram até cerca de meio-dia e meia. A luta foi retomada por volta das 14:30h da tarde, após o general Heth reformar suas linhas e reorganizar seus homens, e então mandou sua tropa inteira, agora apoiada pelas brigadas do general Pettigrew e o coronel John M. Brockenbrough.
A brigada da Carolina do Norte de Pettigrew avançou na linha de combate, flanqueando o 19º regimento de infantaria de Indiana e forçou o recuo da Iron Brigade. O 26º regimento da Carolina do Norte (o maior regimento do exército de Lee com 839 homens) sofreu pesadas baixas, deixando o campo de batalha do primeiro dia com apenas 212 homens sobrando (no final da batalha, apenas 152 voltariam para casa, a maior porcentagem de baixas para uma batalha de qualquer regimento, Norte ou Sul). Lentamente, a Iron Brigade foi empurrada para fora das florestas em direção de Seminary Ridge. O general A. P. Hill mandou a divisão do major-general William Dorsey Pender para a batalha para um ataque imediato e o I Corpo do exército da União foi empurrado de volta para o Seminário Luterano e as ruas de Gettysburg.
À medida que a luta a oeste prosseguia, duas divisões do Segundo Corpo do exército confederado, lideradas pelo general Richard S. Ewell, que marchavam a oeste contra Cashtown seguindo as ordens de Lee para os exércitos se concentrarem nas cercanias da cidade, viraram para o sul nas estradas de Carlisle e Harrisburg em direção a Gettysburg, enquanto o XI Corpo de exército da União (liderado pelo major-general Oliver O. Howard) correu para o norte em Baltimore Pike e Taneytown Road. No início da tarde, a linha da União fazia um semicírculo a oeste, norte e nordeste de Gettysburg. No entanto, a União não tinha tropas suficientes para segurar suas linhas por muito tempo; o general Cutler, cuja brigada foi colocada ao norte de Chambersburg Pike, tinha seu flanco direito exposto. A divisão mais à esquerda do XI Corpo não conseguiu se posicionar a tempo de fortalecer a linha, então Doubleday foi forçado a lançar brigadas de reserva para salvar suas linhas.
Por volta da 14h da tarde, o Segundo Corpo do exército confederado, encabeçado pelas divisões dos majores-generais Robert E. Rodes e Jubal Early, atacou e superou o flanco do I e XI Corpos do exército da União em suas posições a norte e noroeste da cidade. As brigadas confederadas lideradas pelo coronel Edward A. O'Neal e o general-de-brigada Alfred Iverson sofreram enormes perdas atacando a divisão do general John C. Robinson (I Corpo) ao sul de Oak Hill. A divisão de Early tirou proveito de um erro do general-de-brigada Francis C. Barlow, quando ele avançou sua divisão (do XI Corpo) para Blocher's Knoll (diretamente ao norte da cidade e agora conhecido como Barlow's Knoll); isso formou uma saliência na linha do XI Corpo da União, deixando-a suscetível a ataques de vários lados e as tropas de Early invadiram a divisão de Barlow, que constituía o flanco direito da posição do Exército da União. Barlow foi ferido e capturado no ataque.

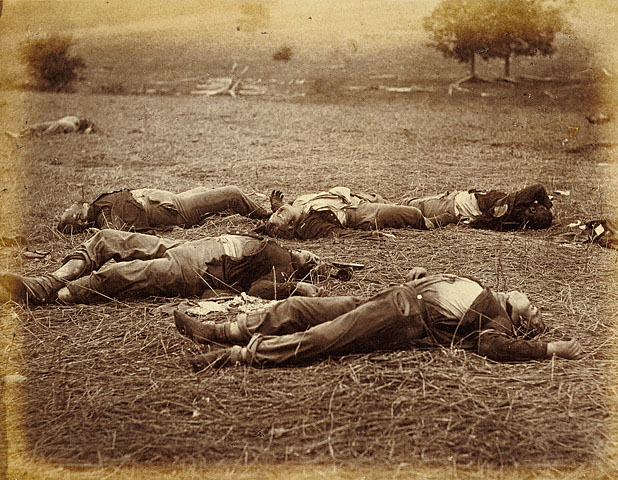
Corpos de soldados mortos no primeiro dia. Foi neste campo que o General Reynolds morreu. Foto por Timothy H. O'Sullivan

À medida que as posições da União desmoronavam ao norte e ao oeste da cidade, o major-general Howard ordenou uma retirada para o terreno elevado ao sul da cidade em Cemetery Hill, onde ele havia deixado a divisão do general-de-brigada Adolph von Steinwehr em reserva. O major-general Winfield S. Hancock assumiu o comando no campo de batalha, enviado por Meade (o comandante do Exército do Potomac) quando soube que Reynolds havia sido morto. Hancock, comandante do II Corpo e o subordinado mais confiável de Meade, recebeu ordens de assumir o comando no campo e para determinar se Gettysburg era um lugar apropriado para uma grande batalha. Hancock contou para Howard, "Eu acho que esta é a posição mais forte por natureza para travar uma batalha que eu já vi". Quando Howard concordou, Hancock concluiu a discussão: "Muito bem, senhor, eu escolhi este como o campo de batalha". A determinação de Hancock teve um efeito de aumento de moral nos soldados da União em retirada, mas o general não desempenhou nenhum papel tático direto no primeiro dia.
O General Lee entendeu o potencial defensivo para a União se eles mantivessem sua posição elevada. Embora o exército confederado tenha expulso os federais da cidade de Gettysburg, os unionistas haviam recuado de forma bem sucedida para posições elevadas, estabelecendo novas linhas defensivas. Para tentar evitar isso, Lee ordenou ao general Ewell que fosse até Cemetery Hill e tomasse aquele cume "se fosse prático". Ewell, que já havia servido sob Stonewall Jackson, um general conhecido por emitir ordens peremptórias, determinou que tal ataque não era praticável e, portanto, nem sequer tentou; esta decisão é considerada pelos historiadores como uma grande oportunidade perdida.
O primeiro dia em Gettysburg, mais significativo do que simplesmente um prelúdio para o segundo e terceiro dias sangrentos, é classificado como a vigésima terceira maior batalha da guerra em número de tropas engajadas. Cerca de um quarto do exército de Meade (22 000 homens) e um terço do exército de Lee (27 000 homens) estavam engajados.

## Segundo dia da batalha

### Planos e movimentações
A batalha no primeiro dia havia começado acidentalmente, mas em questão de horas ambos os exércitos já estavam se mobilizando. Na noite de 1 de julho e durante toda a manhã de 2 de julho, ambos os lados receberam reforços de infantaria em peso. A União viu chegar os cinco corpos (II, III, V, VI e XII) restantes do Exército do Potomac. Do lado confederado, as divisões de James Longstreet ainda estavam marchando: o general-de-brigada George Pickett e seus homens haviam começado uma árdua marcha forçada de 35 km de Chambersburg, enquanto o general-de-brigada Evander M. Law também vinha de muito longe, de Guilford. Ambos chegaram, cansados, no fim da manhã. Law completou sua marcha de 45 km em apenas onze horas.

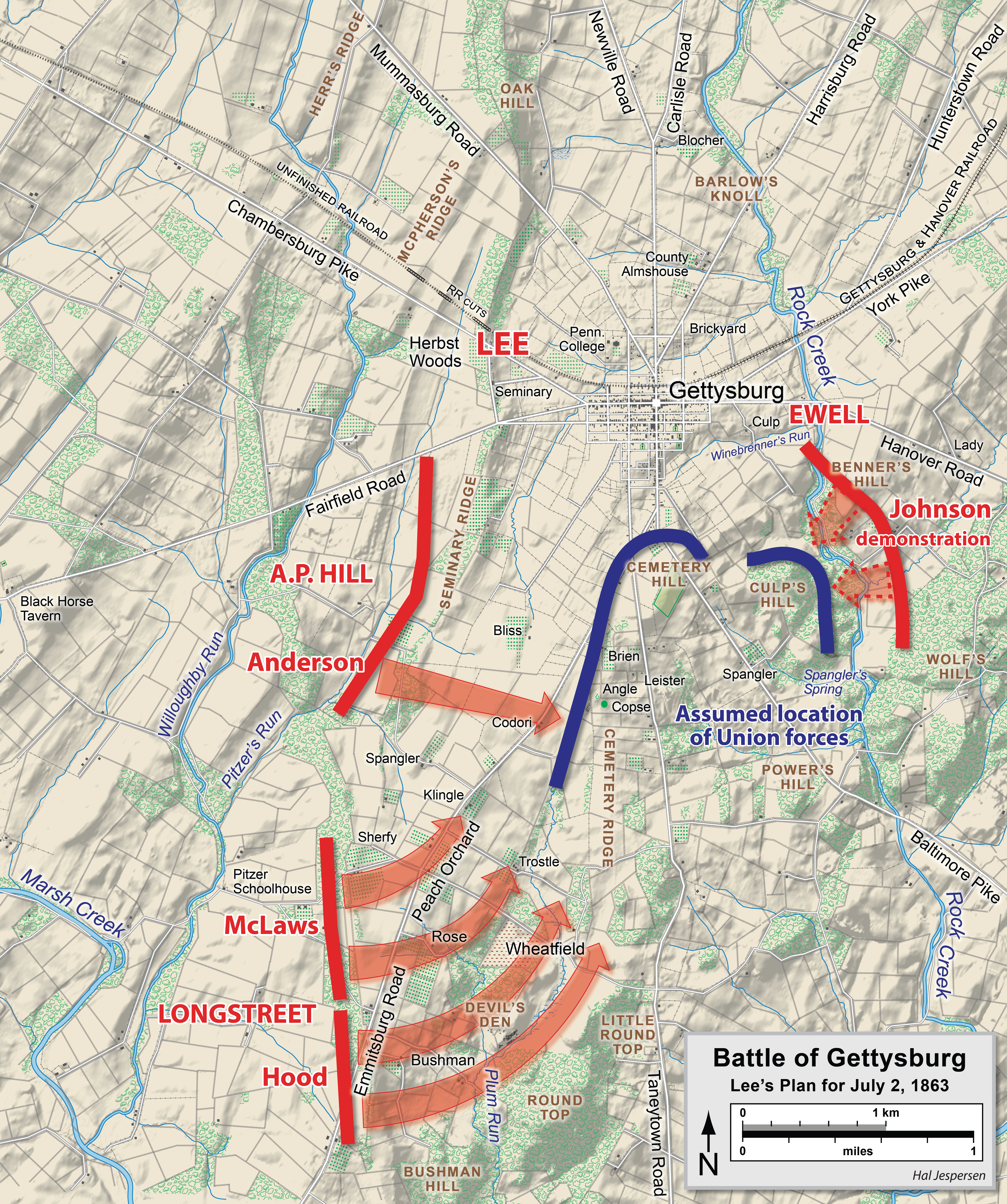
Os planos de Robert E. Lee para 2 de julho de 1863, o segundo dia da batalha em Gettysburg

Naquele momento, o exército da União estava bem posicionado, em terreno levemente elevado, e a moral estava alta. Suas linhas se estendiam de Culp's Hill no sudeste da cidade, noroeste para Cemetery Hill ao sul da cidade, depois para o sul por quase 3 km ao longo de Cemetery Ridge, se encerrando bem ao norte em Little Round Top. A maioria do XII Corpo de exército estava em Culp's Hill; o restante do I e XI Corpos defendiam Cemetery Hill; o II Corpo cobria a maior parte da metade norte de Cemetery Ridge; e o III Corpo recebeu ordens de tomar uma posição no flanco do exército. O formato de como as linhas da União tomaram o campo é popularmente descrita como uma formação de "anzol".
As linhas confederadas eram paralelas às linhas da União, cerca de 1 600 metros a oeste de Seminary Ridge, indo até o leste da cidade, então se curvava para sudeste até um ponto oposto a Culp's Hill. Assim, a União tinha linhas interiores, posições defensivas secundárias e trincheiras, enquanto a linha confederada tinha quase 8 km de comprimento protegida majoritariamente pelas densas árvores.
O plano de batalha do general Robert E. Lee para o dia 2 de julho exigia um ataque generalizado às posições de George Meade. Na direita, o Primeiro Corpo de exército de Longstreet estava se posicionando no flanco esquerdo das forças da União, voltado para o nordeste montado na estrada para Emmitsburg e com o objetivo enrolar a linha da União. A sequência de ataque começaria com uma investida das divisões dos generais John Bell Hood e Lafayette McLaws em um movimento de foice, seguido por um ataque frontal do major-general Richard H. Anderson (do Terceiro Corpo de exército do General A. P. Hill) um pouco mais ao norte.
Na esquerda das linhas confederadas, Lee instruiu o general Ewell a posicionar o Segundo Corpo a atacar Culp's Hill e Cemetery Hill ao sul de Gettysburg e ao norte das linhas federais. Ewell estava preparando seus homens ainda quando começou a ouvir disparos de artilharia ao sul que vinham das posições de Longstreet. Ele acreditava que o Primeiro Corpo do exército estava atacando, porém era apenas fogo preventivo feito para impedir que Meade movesse seus exércitos. Embora não apareça nem no relatório oficial dele nem no de Lee, Ewell afirmou anos depois que Lee havia mudado a ordem para atacar simultaneamente, pedindo apenas um "ataque distrativo", se transformado em uma ofensiva em grande escala apenas se uma oportunidade favorável se apresentasse.
Os planos do general Lee, no entanto, eram baseados em inteligência falha, exacerbada pela ausência contínua de Jeb Stuart e sua cavalaria do campo de batalha. Embora Lee tenha pessoalmente feito o reconhecimento do flanco esquerdo durante a manhã, ele não visitou a posição de Longstreet à direita confederada. Mesmo assim, Lee rejeitou as sugestões de que Longstreet se movesse além da esquerda de Meade e atacasse o flanco e a retaguarda da União, capturando os trens de abastecimento e bloqueando efetivamente a rota de fuga de Meade. De fato, o general Longstreet estava preocupado a respeito da ordem de atacar o flanco esquerdo da União, que ele julgava ser protegido demais, porém Lee tinha fé que essa ação poderia decidir a batalha.

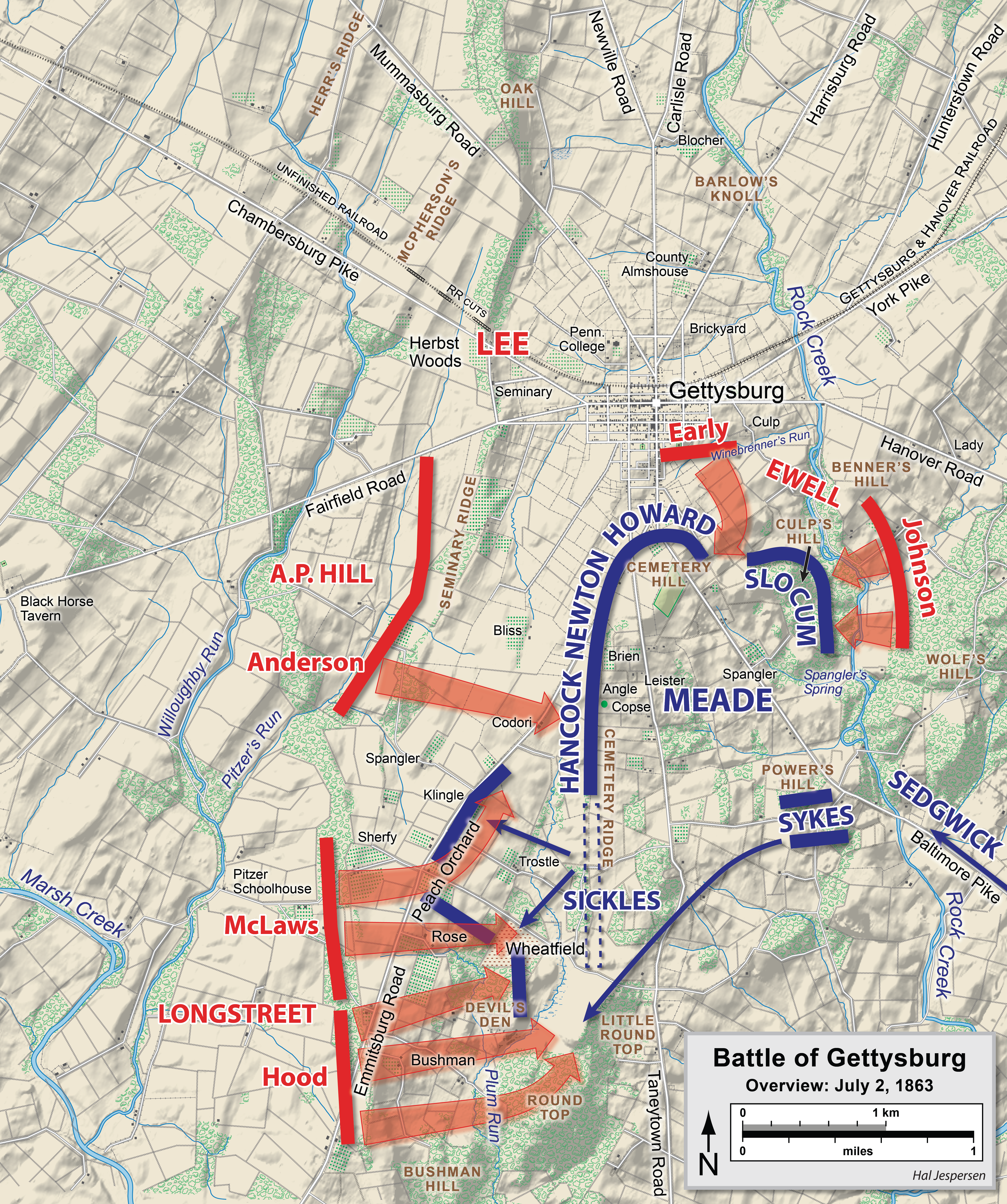
Mapa geral do segundo dia da Batalha de Gettysburg, 2 de julho de 1863

Lee não deu ordens para que o ataque acontecesse até as 11:00h da manhã. Posteriormente, alegações foram feitas de que Lee pretendia que houvesse um ataque ao nascer do sol, ou em outro ponto no início do dia, mas que o ataque foi adiado por Longstreet. Lee supostamente declarou "O que poderia deter Longstreet" pouco depois das 9:00h da manhã e Longstreet supostamente teria dito que "[Lee] deseja que eu ataque; não desejo fazer isso sem Pickett"; alguns escritores interpretaram essas declarações como uma indicação de que Lee pretendia que o ataque ocorresse antes. O historiador David J. Eicher rejeita as alegações de que Lee pretendia que o ataque começasse ao nascer do sol, embora admitindo que é possível que Lee tenha planejado um ataque anterior. Eicher conclui que "os preparativos para o ataque só começaram entre as 11h e o meio-dia". O historiador Stephen Sears notou que "foi dito [que Lee] parecia estar exasperado" pelo atraso no ataque, mas também afirmou que "tendo deixado claro por meio de suas ordens a McLaws que estava assumindo o comando tático da operação, Lee não emitiu nenhuma ordem de início anterior". Ao meio-dia, as tropas que avançavam do general Anderson foram avistadas de antemão por homens de um posto de observação do general Daniel Sickles. O Terceiro Corpo de exército confederado — sobre o qual o Primeiro Corpo de Longstreet se formaria ao lado — não começou a chegar em suas posições até às 13h da tarde.
Hood e McLaws, após uma longa marcha, não estavam bem posicionados e não começaram seus ataques até as 16h e 17h da tarde, respectivamente. Tais atrasos permitiram a União reforçar suas defesas no flanco esquerdo.

### Ataques no flanco esquerdo da União

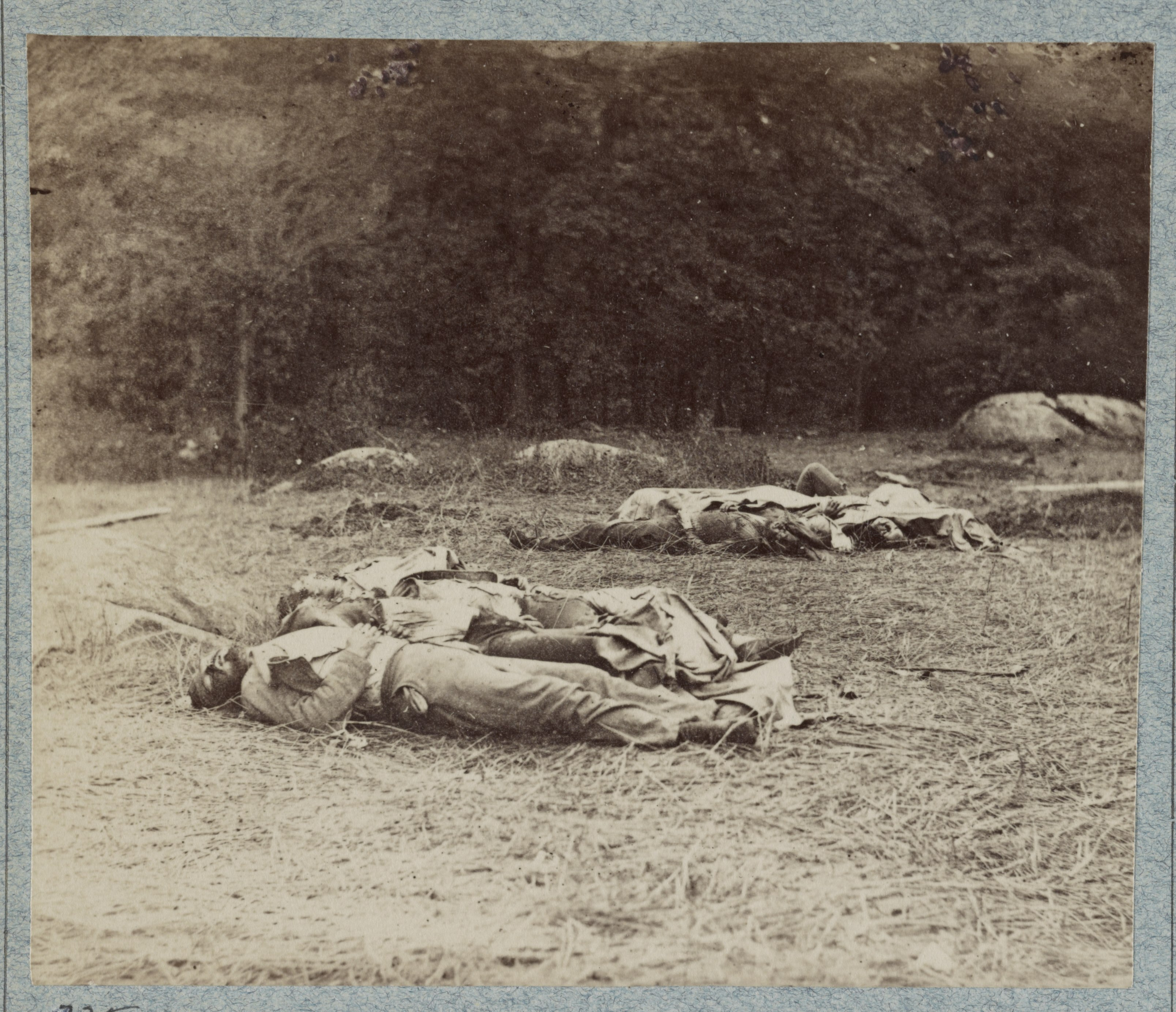
Soldados confederados mortos em Rose Woods, perto de Devil's Den, onde alguns dos mais violentos combates aconteceram

A divisão no flanco esquerdo de Longstreet, sob comando do major-general Lafayette McLaws, avançou mas, inesperadamente, encontraram o III Corpo de exército sob comando do major-general Daniel Sickles diretamente no caminho deles. Sickles estava insatisfeito com a posição atribuída a ele no extremo sul de Cemetery Ridge. Vendo terreno mais adequado para posições de artilharia a 800 metros a oeste — centrado no Peach Orchard da fazenda Sherfy — ele desobedeceu ordens e avançou com suas tropas para uma posição mais elevada em Emmitsburg Road, se afastando de Cemetery Ridge. A nova linha agora se estendia de Devil's Den, a noroeste de Peach Orchard, então nordeste ao longo da Emmitsburg Road ao sul da fazenda Codori. Isso criou uma saliência insustentável no Peach Orchard; a divisão do general-de-brigada Andrew A. Humphreys (em posição ao longo de Emmitsburg Road) e a divisão do major-general David B. Birney (ao sul) estavam sujeitos a ataques de dois lados e acabaram espalhados por uma frente mais longa do que sua pequena tropa poderia defender com eficácia. Por volta das 15h da tarde, a artilharia confederada começou a bombardear incessantemente a nova posição de Sickles. Depois de não comparecer a uma reunião dos comandantes dos Corpos de Exército de Meade, o comandante do exército da União decidiu cavalgar até Sickles e exigiu uma explicação da situação. Sabendo que um ataque confederado era iminente e uma retirada seria perigosa, Meade recusou a oferta de Sickles de recuar.
Para tapar os buracos nas linhas causados pelo avanço de Sickles, Meade foi forçado a mandar 20 000 homens para reforçar as linhas: o V Corpo inteiro, a divisão do general-de-brigada John C. Caldwell do II Corpo, a maioria do XII Corpo e porções do recém chegado VI Corpo foram deslocados imediatamente. Os confederados tentaram tirar proveito da situação. A divisão do general Hood mudou-se mais para o leste do que o pretendido, perdendo seu alinhamento com a Emmitsburg Road, atacando as posições federais em Devil's Den e Little Round Top. A divisão de McLaws, posicionada no flanco esquerdo de Hood, dirigiu vários ataques contra o III Corpo de exército pouco estendido ao longo do Wheatfield e sobrepujou as tropas unionistas na fazendo Sherfy no Peach Orchard. O ataque de McLaws conseguiu chegar até Plum Run Valley (agora chamado de "Vale da Morte") antes de serem derrotados pela divisão "Reservas da Pensilvânia" do V Corpo, que havia descido de Little Round Top. O III Corpo do exército federal foi efetivamente destruído como uma força de combate efetiva nesta batalha e Dan Sickles acabou sendo ferido por uma bola de canhão e teve sua perna amputada. A divisão de Caldwell foi destruída aos poucos em Wheatfield. Já a divisão confederada do general Anderson, que vinha do flanco esquerdo de McLaws e começou a avançar por volta das 18h da noite, alcançando a crista de Cemetery Ridge, mas não conseguiu manter a posição diante dos contra-ataques do II Corpo federal. Em uma das ações mais notórias deste dia, o general Winfield Hancock, ao perceber que os confederados haviam rompido as linhas federais em Emmitsburg Road, ordenou que o 1º Regimento de Infantaria de Minnesota (formado por aproximadamente 262 homens) realizasse um ataque frontal quase suicida contra uma brigada confederada inteira (que tinha, no mínimo, cinco vezes mais homens) comandada pelo general Cadmus M. Wilcox. De forma surpreendente, os homens de Minnesota conseguiram deter o avanço inimigo e ganharam tempo para Hancock trazer reforços de outras regiões, embora tenham perdido 214 dos seus homens.

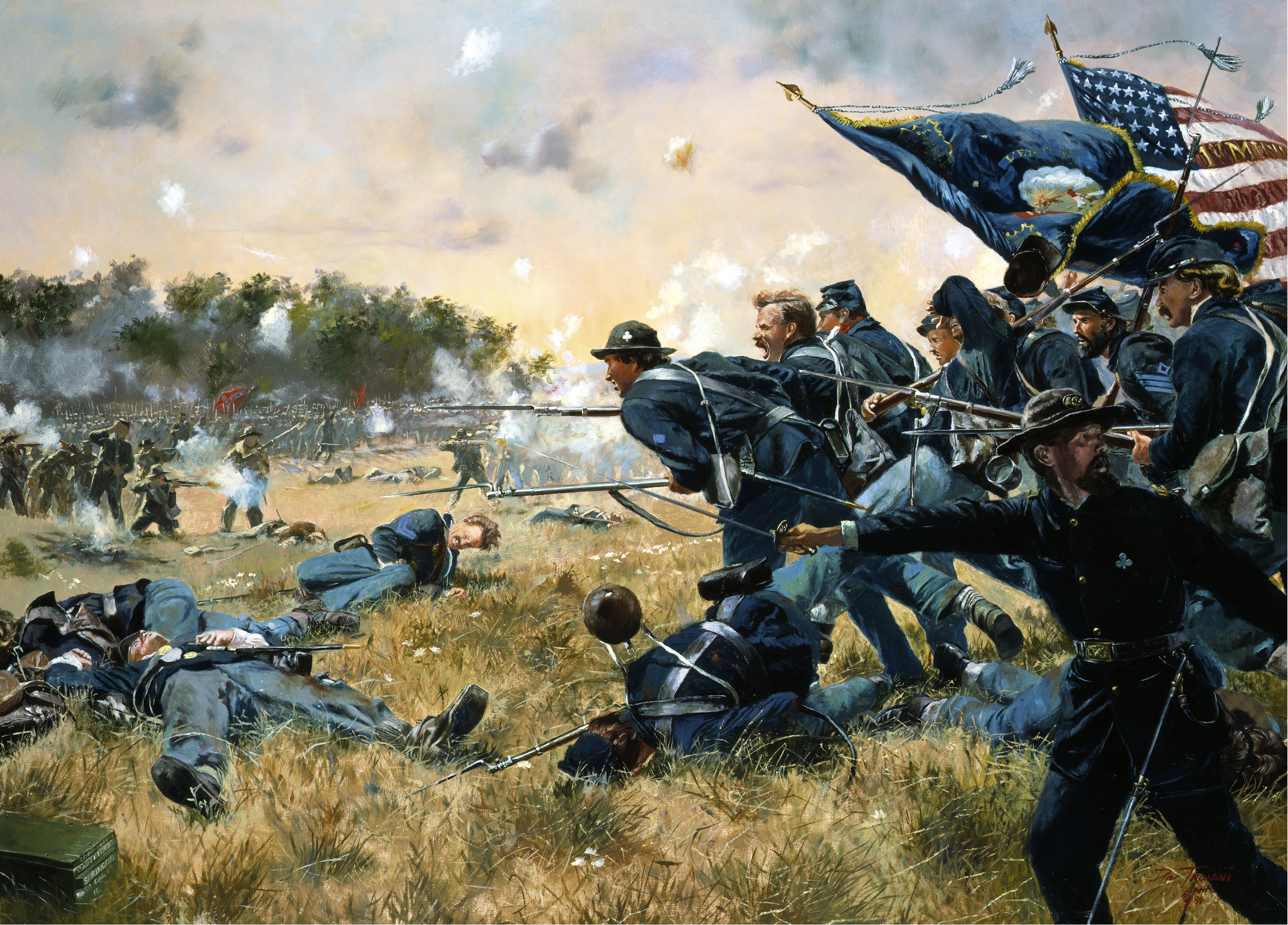
O ataque de baioneta do 1º Regimento de Infantaria de Minnesota, por Don Troiani.

Enquanto a luta continuava selvagem em Wheatfield e Devil's Den, o engenheiro chefe do General Meade, o general-de-brigada Gouverneur K. Warren percebeu, enquanto examinava o terreno do flanco esquerdo da União, a importância estratégica desta posição e despachou a brigada do coronel Strong Vincent, uma bateria de artilharia e o 140º Regimento de Nova Iorque para ocupar Little Round Top poucos minutos antes das tropas de Hood chegarem. O coronel Vincent do V Corpo do exército da União (comandado pelo major-general George Sykes) rapidamente improvisou suas defesas em Little Round Top, uma colina importante na extrema esquerda das linhas da União. Sua brigada de quatro regimentos relativamente pequenos foi atacada implacavelmente durante toda a tarde, mas foi capaz de resistir aos repetidos ataques da brigada de Law (da divisão de Hood). Um dos momentos mais notórios da defesa de Little Round Top foi o ataque de baioneta feito pelo 20º Regimento de Infantaria do Maine, comandado pelo coronel Joshua L. Chamberlain e possivelmente liderado pelo tenente Holman S. Melcher. Este ataque derrotou o 15º Regimento de Infantaria do Alabama e teoricamente salvou o flanco esquerdo da União, mas isso é questionado por historiadores. Este acontecimento é, de fato, um dos episódios mais lendários da Guerra Civil e impulsionou Chamberlain à proeminência após a guerra.

### Ataques no flanco direito da União
Ao norte das linhas confederadas, no flanco direito da União, Ewell interpretou suas ordens como sendo apenas um pedido por uma barragem de artilharia. Seus 32 canhões, junto com os 55 do general A. P. Hill, lançaram um bombardeio de duas horas contra as linhas federais, causando poucos danos. Finalmente, por volta das seis horas da tarde, Ewell enviou ordens a cada um dos comandantes de sua divisão para atacar as linhas da União em sua frente.

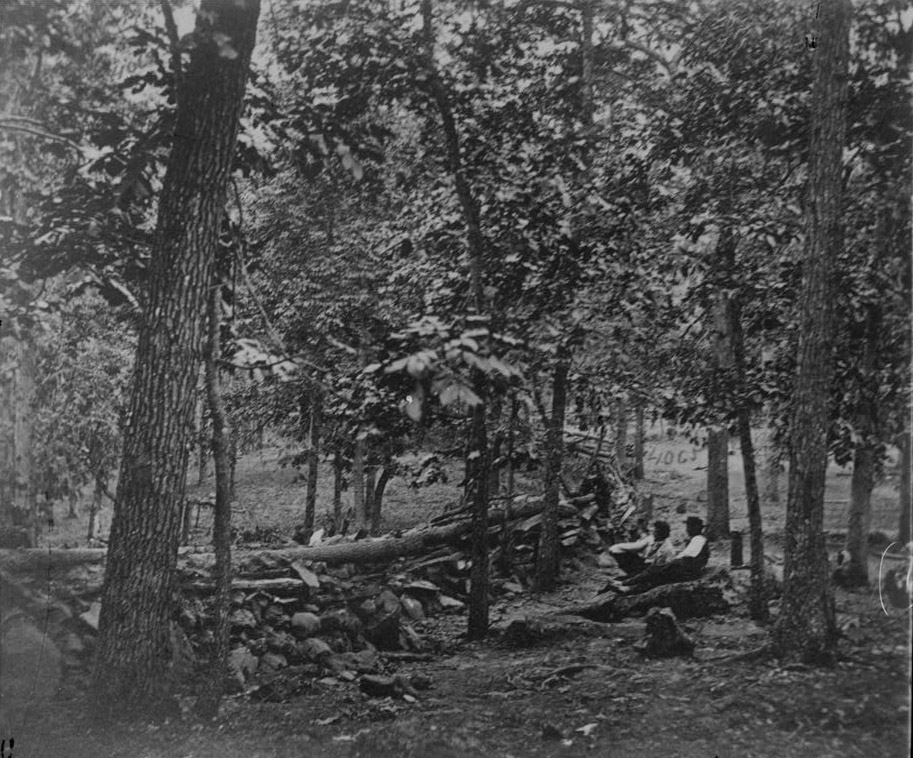
Soldados federais do Exército da União num parapeito, sendo uma das principais posições defensivas em Culp's Hill, em 1863.

A divisão do major-general Edward "Allegheny" Johnson havia contemplado um ataque frontal contra Culp's Hill, mas eles ainda estavam a um quilômetro e meio de distância e tinham que atravessar Rock Creek. As poucas travessias possíveis causariam atrasos significativos. Por causa disso, apenas três das quatro brigadas de Johnson partiram para o ataque. A maioria dos defensores na colina, o XII Corpo de exército da União, foram enviados para o flanco esquerdo para se defender dos ataques de Longstreet, deixando para atrás apenas uma brigada de nova-iorquinos comandada pelo general-de-brigada George S. Greene, em uma forte posição defensiva. Com reforços enviados de elementos do I e XI Corpos, os homens de Greene detiveram os ataques confederados.
Early estava igualmente despreparado quando ordenou que as brigadas de Harry T. Hays e Isaac E. Avery atacassem as posições do XI Corpo do exército da União a leste de Cemetery Hill. Uma vez iniciada, a luta foi violenta: o coronel Andrew L. Harris da 2ª Brigada de tropas federais (da 1ª Divisão do XI Corpo) ficou sob um ataque fulminante dos confederados, perdendo metade dos seus homens. Avery foi ferido, mas os confederados alcançaram o topo da colina e entraram no parapeito da União, capturando uma ou duas baterias. Porém, ao perceber que estava isolado e que provavelmente não receberia apoio, Hays ordenou uma retirada. Seu flanco direito seria apoiado pela Divisão de Robert E. Rodes, mas Rodes - assim como Early e Johnson - não havia recebido ordens para se preparar para o ataque. Ele e suas tropas tiveram que viajar duas vezes mais do que Early; quando ele entrou em contato com a linha de combate da União, as tropas de Early já haviam começado a se retirar. Combates continuaram de forma esporádica no flanco norte confederado até o cair da noite, quando a situação do campo de batalha voltou a se acalmar. Ao final do segundo dia de batalha, os flancos federais, embora avariados, ainda permaneciam.
O general Jeb Stuart e suas três brigadas de cavalaria, que haviam sumido antes mesmo da batalha começar, finalmente chegaram em Gettysburg por volta de meio-dia, não desempenhando qualquer função no segundo dia de combates. A brigada do general Wade Hampton travou um confronto menor com a cavalaria federal liderada pelo recém-promovido general-de-brigada George Armstrong Custer, de Michigan, que tinha 23 anos, na Batalha de Hunterstown, travada a nordeste de Gettysburg.

## Terceiro dia da batalha

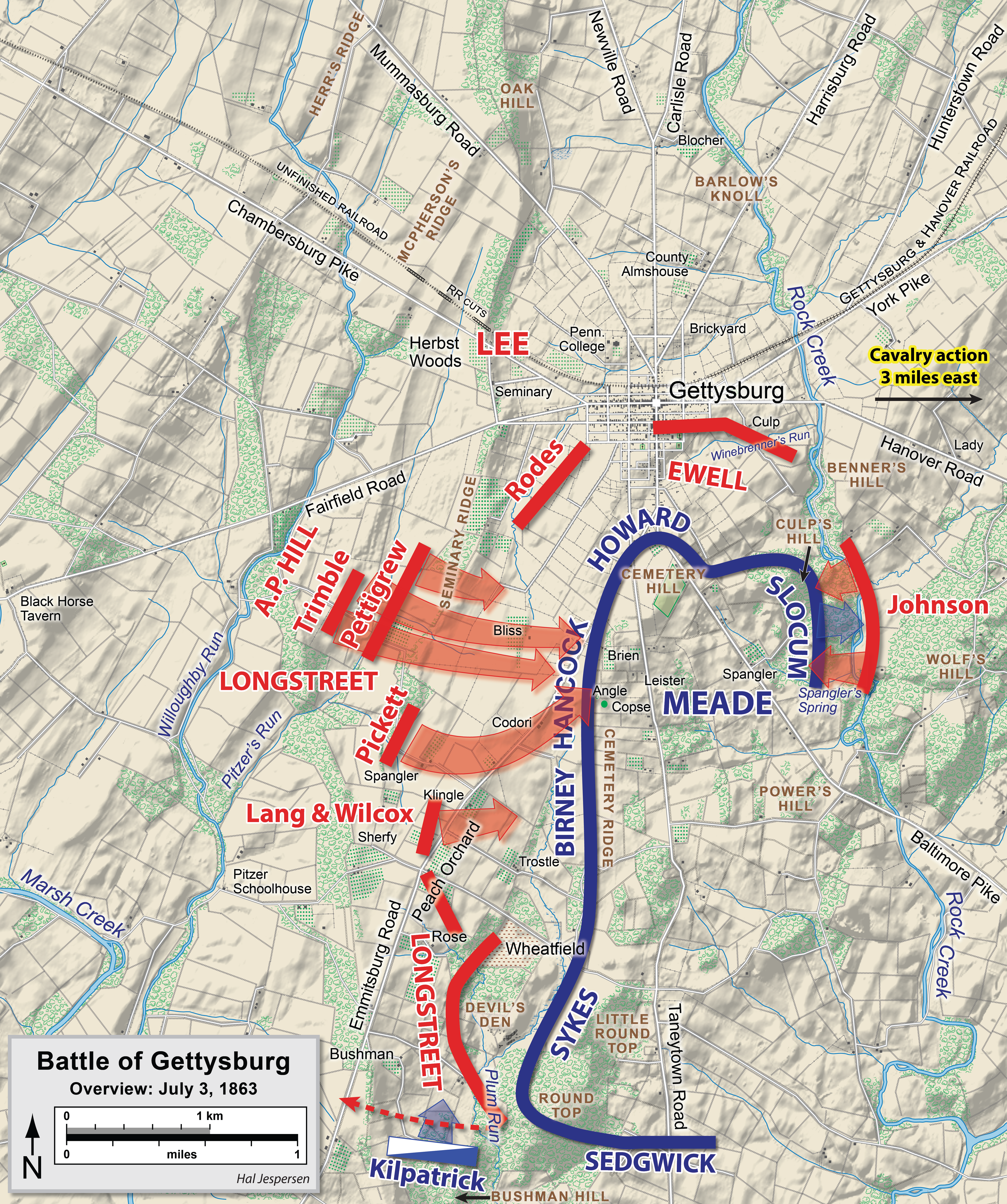
Mapa geral do terceiro dia da batalha em Gettysburg, em 3 de julho de 1863

### O plano de Lee
O General Lee desejava renovar seus ataques na sexta-feira, em 3 de julho, usando o mesmo plano básico do dia anterior: Longstreet atacaria o flanco esquerdo da União, enquanto Ewell atacaria Culp's Hill. Contudo, antes que Longstreet estivesse pronto, tropas do XII Corpo do exército da União iniciaram um bombardeio de artilharia ao amanhecer contra os confederados em Culp's Hill em um esforço para recuperar uma parte de seus territórios perdidos no dia anterior. Os confederados atacaram ao norte e a segunda luta por Culp's Hill terminou por volta de 11h da manhã. O autor Harry Pfanz julgou que, depois de cerca de sete horas de combate amargo, "as linhas da União estavam intactas e mantidas com mais força do que antes". Enquanto Lee conversava apenas com os comandantes de cada um dos seus três corpos de exército, Meade mantinha contato com praticamente todos os seus comandados. No final do segundo dia, ele reuniu os líderes e oficiais do seu exército para discutir estratégia. O consenso da reunião foi que o exército federal se manteria na defensiva no terceiro dia e não abandonaria suas posições avantajadas. Meade teria previsto que Lee poderia tentar romper o centro de suas linhas e ordenou que as fortificações lá fossem melhoradas antes do amanhecer.
Lee foi então forçado a mudar seus planos. Longstreet comandaria a divisão virginiana de Pickett (a única de todo o exército de Lee que não havia combatido nos dois dias anteriores) de seu próprio Primeiro Corpo, mais seis brigadas do Corpo de exército de Hill, em um ataque à posição do II Corpo da União no centro direito das linhas federais em Cemetery Ridge. Lee imaginava que, como no dia anterior a União foi atacada incessantemente nos seus flancos, seria lá que os reforços se concentraram. Assim, os confederados acreditavam que o centro das linhas da União estaria esvaziado. Antes do ataque, toda a artilharia que a Confederação pudesse trazer para as posições da União bombardearia e enfraqueceria a linha inimiga.
Muito foi questionado ao longo dos anos as objeções do general Longstreet ao plano do General Lee. Em suas memórias, Longstreet afirmou que disse a Lee que não havia homens suficientes para atacar o fortificado centro esquerdo das linhas da União pelas divisões de McLaws e Hood (que estavam desgastadas), reforçadas pelas brigadas de Pickett (que não participaram dos combates). Longstreet pensou que o ataque seria repelido e um contra-ataque colocaria as forças da União entre os confederados e o rio Potomac. Longstreet escreveu que disse que seriam necessários no mínimo trinta mil homens para atacar com sucesso, bem como uma estreita coordenação com outras forças confederadas. Ele observou que apenas cerca de treze mil homens restavam das divisões selecionadas após os primeiros dois dias de luta. Eles teriam que caminhar uma milha (cerca de 1,6 km) sob artilharia pesada e fogo de mosquete de longo alcance. Longstreet afirmou que ainda perguntou a Lee: "a força da coluna. Ele [Lee] afirmou que teria quinze mil homens descansados disponíveis para o ataque. A opinião foi então expressa [por Longstreet] de que os quinze mil homens que poderiam fazer um ataque bem-sucedido naquele campo nunca haviam sido dispostos para a batalha; mas ele estava impaciente de ouvir e cansado de falar, e nada restava a não ser prosseguir".

### Maior bombardeio de artilharia da guerra

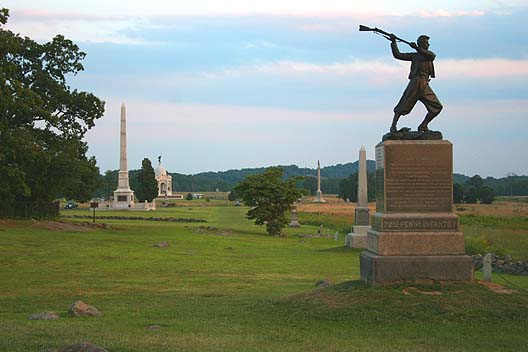
Momumento a 72º Regimento de Infantaria da Pensilvânia em Cemetery Ridge na direita e o "Corpo de Árvores" na esquerda. Foto tirada em agosto de 2005

Por volta das 13h da tarde, de 150 a 170 canhões confederados começeçaram um enorme bombardeio de artilharia que foi provavelmente o maior da guerra. A fim de poupar valiosas munições para o ataque de infantaria que sabiam que se seguiria, a artilharia do Exército do Potomac, sob o comando de general-de-brigada Henry Jackson Hunt, inicialmente não revidou. Após esperar em torno de 15 minutos, cerca de 80 canhões da União abriram fogo. O Exército da Virgínia do Norte estava ficando criticamente sem munição de artilharia e a canhonada não afetou significativamente as posições da União.

### O ataque de Pickett
Por volta das 15h da tarde, os tiros de canhão começaram a diminuir de intensidade e entre 10 500 e 12 500 soldados sulistas confederados sairam das cumeeiras e da cobertura das florestas e avançaram três quartos de milha (1 200 m) até Cemetery Ridge. Um nome mais preciso para a ofensiva seria "o Ataque Pickett-Pettigrew-Trimble" em homenagem aos comandantes das três divisões que participaram do ataque, mas o papel de protagonismo na vanguarda da divisão de Pickett fez com que o ataque fosse geralmente conhecido como "Pickett's Charge" ("o Ataque de Pickett"). À medida que os confederados se aproximavam, houve um forte fogo de artilharia do flanco das posições da União em Cemetery Hill e na área de Little Round Top e tiros de mosquete e metralha do II Corpo de exército de Hancock. No centro das linhas da União, o comandante da artilharia segurou o fogo durante o bombardeio confederado (a fim de poupar munição para o ataque de infantaria, que Meade havia previsto corretamente no dia anterior), levando os comandantes sulistas a acreditar que as baterias de canhão nortistas foram nocauteadas. No entanto, eles abriram fogo contra a infantaria confederada durante sua abordagem com resultados devastadores.
As linhas da União chegaram a oscilar e quebrar temporariamente numa área arborizada chamada de "o Ângulo" ("The Angle") em uma cerca baixa de pedra, ao norte de um trecho de vegetação chamado Bosque das Árvores, reforços confederados invadiram a brecha mas o ataque acabou sendo repelido. O avanço mais longínquo, feito por homens do general-de-brigada Lewis A. Armistead (da divisão de Pickett) em "O Ângulo", é referido como o "ponto alto da Confederação". Soldados da União e da Confederação se envolveram em combate corpo a corpo, atacando com seus rifles, baionetas, pedras e até mesmo com as próprias mãos. Armistead ordenou que seus confederados voltassem dois canhões capturados contra as tropas da União, mas descobriu que não havia mais munição, os últimos tiros duplos de metralha foram usados contra os confederados que atacavam. Armistead foi mortalmente ferido pouco depois. Quase metade dos atacantes confederados não voltou para suas próprias linhas com vida. A divisão de Pickett perdeu cerca de dois terços de seus homens e todos os três generais-de-brigada na vanguarda foram mortos ou feridos. Assim, o "Ataque de Pickett" acabou sendo um enorme fracasso, com os confederados sofrendo cinco vezes mais perdas que os nortistas.

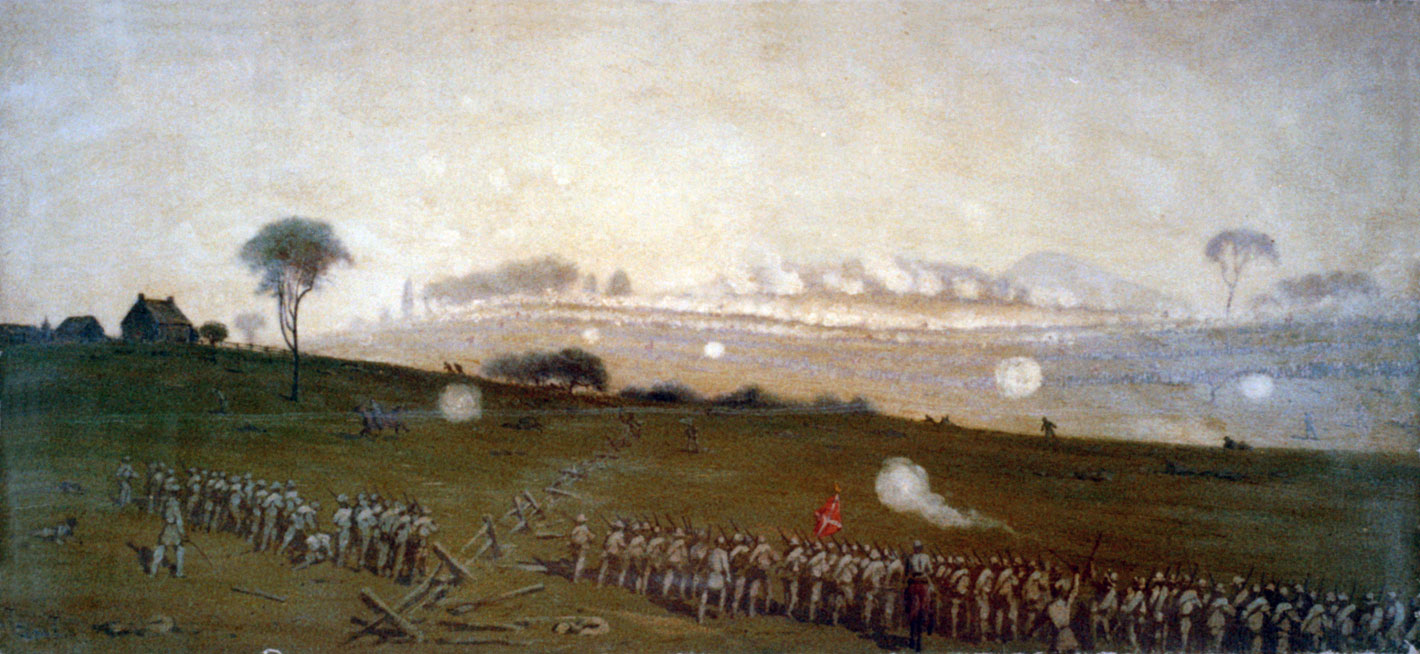
A carga de Pickett de uma posição na linha confederada olhando para as linhas da União, Ziegler's Grove à esquerda, aglomerado de árvores à direita, pintura de Edwin Forbes.

A derrota da "Pickett's Charge" praticamente marcou o fim da Batalha de Gettysburg (embora a luta tenha continuado até perto da noite, especialmente entre elementos de cavalaria). Lee finalmente reconheceu que seu exército não teria mais condições de prosseguir com a campanha e teria cavalgado em direção aos seus soldados falando para eles "tudo isso foi minha culpa".

### Batalhas de cavalaria
Houve dois confrontos de cavalaria significativos em 3 de julho. O primeiro ataque foi coordenado com o Ataque de Pickett e o impasse pode ter evitado um desastre para a infantaria da União. O local desse engajamento é agora conhecido como East Cavalry Field. O segundo confronto foi uma derrota para a cavalaria da União atacando a infantaria confederada. Foi rotulado como um "fiasco" e apresentava táticas de cavalaria defeituosas. O local desse combate é agora conhecido como South Cavalry Field.

#### Nordeste de Gettysburg
A divisão de cavalaria de Stuart (três brigadas), com apoio da brigada de Albert G. Jenkins, foi enviada para proteger o flanco esquerdo confederado. Stuart também estava em posição de explorar qualquer sucesso da infantaria confederada (durante o Ataque de Pickett) que poderia acontecer em Cemetery Hill flanqueando a direita da União e ficando atrás da infantaria da União enfrentando o ataque confederado. A luta de cavalaria ocorreu por volta de 4,8 km a nordeste de Gettysburg por volta das 15h da tarde — perto do final da barragem de artilharia confederada que precedeu o ataque de Pickett. As forças de Stuart acabaram colidindo com uma unidade de cavalaria da União: a divisão do general-de-brigada David McMurtrie Gregg e a brigada de Custer (da divisão de Judson Kilpatrick). A luta evoluiu para "uma confusão selvagem de sabres balançando e pistolas e carabinas em chamas". Um dos regimentos de Custer, o 5º Regimento de Cavalaria de Michigan, estava armado com rifles de repetição Spencer e pelo menos duas companhias de um regimento adicional também estavam armadas com rifles de repetição. A luta terminou em impasse, pois nenhum dos lados mudou de posição. No entanto, Gregg e Custer impediram Stuart de ganhar a retaguarda da infantaria da União que enfrentava Pickett.

#### Sudoeste de Gettysburg
Após ouvir a notícia da vitória da União contra a ofensiva de Pickett, o general-de-brigada Judson Kilpatrick lançou um ataque de cavalaria contra as posições de infantaria de Longstreet sudoeste de Big Round Top. O terreno era difícil para um ataque montado porque era acidentado, densamente arborizado e continha pedras enormes - e os homens de Longstreet estavam entrincheirados com apoio de artilharia. O general-de-brigada Elon J. Farnsworth protestou contra a futilidade de tal ação, mas obedeceu as ordens dadas. Farnsworth foi morto no quarto de cinco ataques malsucedidos e sua brigada sofreu perdas significativas. Embora Kilpatrick foi descrito por pelo menos um líder da União como "corajoso, empreendedor e enérgico", incidentes como o ataque de Farnsworth lhe renderam o apelido de "Kill Cavalry" ("Mata Cavalaria").

## Consequências

### Baixas

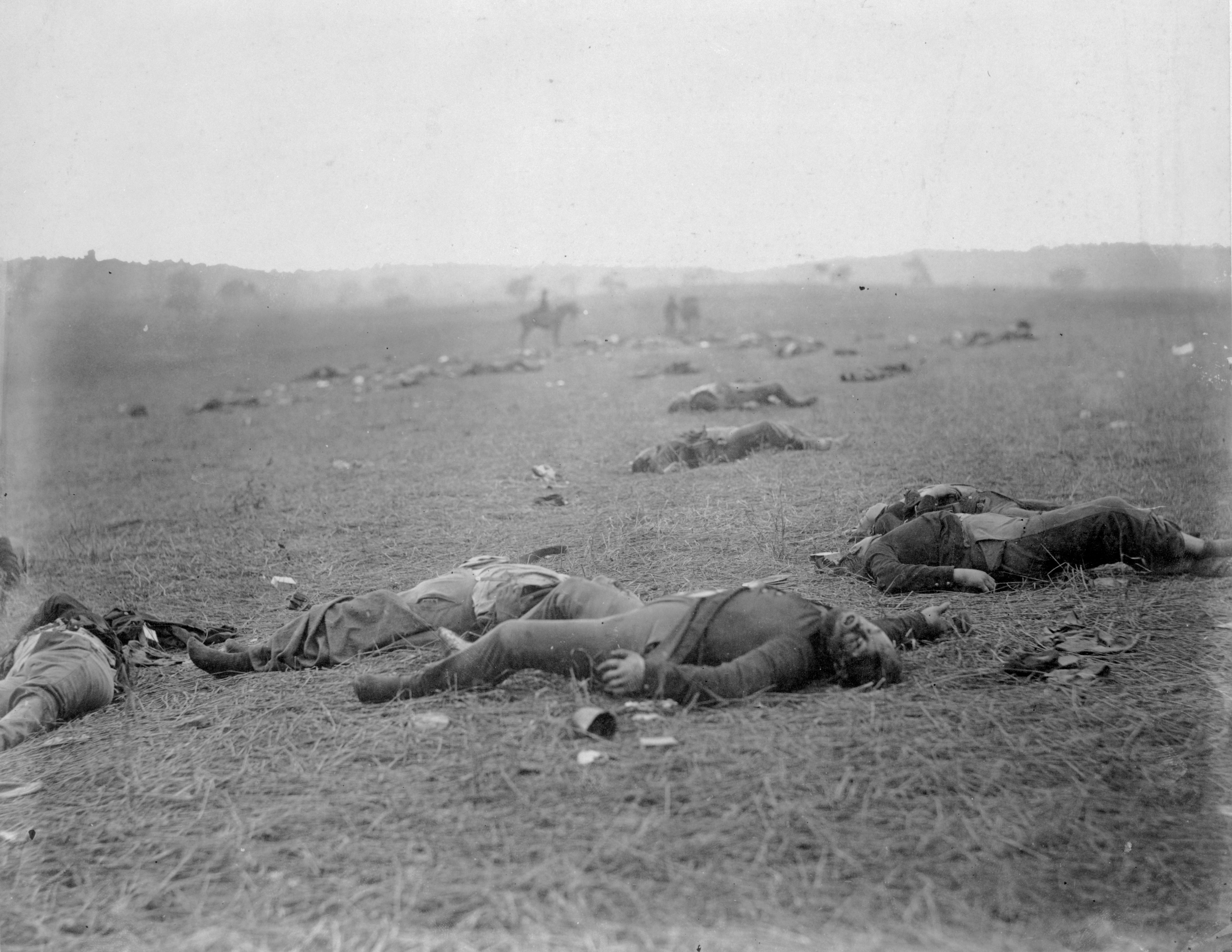
A famosa foto "The Harvest of Death" ("A colheita da morte"): soldados da União mortos no campo de batalha em Gettysburg, Pensilvânia, fotografada em 5 ou 6 de julho de 1863, por Timothy H. O'Sullivan

Os dois exércitos sofreram entre 46 000 e 51 000 baixas totais. A União perdeu cerca de 23 055 soldados (3 155 mortos, 14 531 feridos e 5 369 capturados ou desaparecidos), enquanto as baixas confederadas são mais difíceis de estimar. Muitos autores estimam as baixas sulistas em torno de 28 000 pessoas e o trabalho mais recente dos autores Busey e Martin em 2005, Regimental Strengths and Losses at Gettysburg, documenta 23 231 perdas confederadas (4 708 mortos, 12 693 feridos e 5 830 capturados ou desaparecidos). Quase um-terço dos oficiais generais de Lee foram mortos, feridos ou capturados. As baixas de ambos os lados na campanha de seis semanas, de acordo com o historiador Stephen W. Sears, totalizaram 57 225 soldados perdidos (entre mortos, feridos, capturados e desaparecidos).
Além de ser a batalha mais mortal da guerra, Gettysburg também teve o maior número de generais mortos em ação, com muitos outros também sendo feridos. A Confederação perdeu os generais Paul Jones Semmes, William Barksdale, William Dorsey Pender, Richard Garnett e Lewis Armistead, além de J. Johnston Pettigrew durante a retirada. Dentre os generais confederados feridos estão John Bell Hood, que teve seu braço esquerdo amputado, e Henry Heth, que levou um tiro na cabeça no primeiro dia de batalha (embora incapacitado pelo resto da batalha, ele sobreviveu notavelmente sem ferimentos de longa duração, creditados em parte devido ao seu chapéu cheio de despachos de papel). Os generais confederados James L. Kemper e Isaac R. Trimble foram gravemente feridos durante o Ataque de Pickett e acabaram capturados durante a retirada. O general-de-brigada sulista James J. Archer, no comando de uma brigada que provavelmente foi responsável pela morte do general nortista John Reynolds, foi feito prisioneiro após a morte de Reynolds. No 1º Corpo de exército, oito dos quatorze comandantes de divisão e brigadas do general Longstreet foram mortos ou feridos, incluindo os generais-de-brigada George T. Anderson e Jerome B. Robertson, que foram baleados mas sobreviveram. No 2 Corpo de Exército de Ewell, o general-de-brigada Isaac E. Avery foi mortalmente ferido e o general-de-brigada John M. Jones também tombou, mas sobreviveu. O 3º Corpo de exército de Hill, além de Pender e Pettigrew terem sido mortos, o major-general Henry Heth e o coronel Birkett D. Fry (feito general-de-brigada mais tarde), foram feridos. O general-de-brigada Alfred M. Scales e o coronel William L. J. Lowrance, que estavam em comandos temporários, também foram feridos. Na Divisão de Cavalaria Confederada, os generais-de-brigada Wade Hampton e Albert G. Jenkins foram feridos em combate.

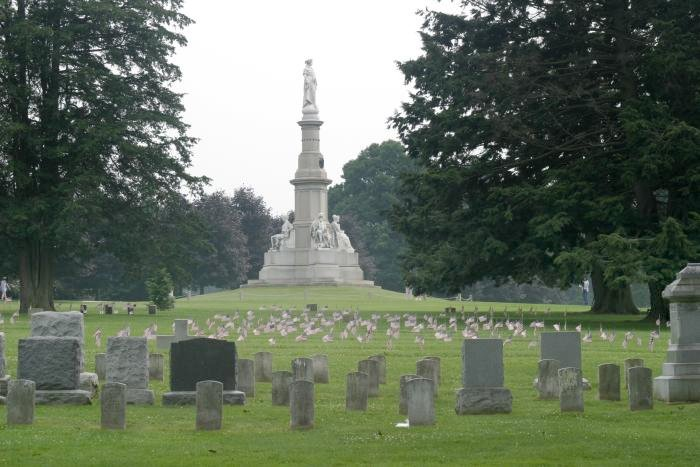
O Cemitério Nacional de Gettysburg, em julho de 2003

Os generais da União John Reynolds, Samuel K. Zook e Stephen H. Weed morreram. O capitão Elon J. Farnsworth (designado brigadeiro-general pelo major-general Pleasanton com base em sua nomeação, embora sua promoção tenha sido confirmada postumamente) e o coronel Strong Vincent (que depois de ser mortalmente ferido foi promovido no leito de morte a brigadeiro-general) foram mortos em combate. Outras baixas de oficiais superiores incluíram o ferimento de generais da União Dan Sickles (perdeu uma perna), Francis C. Barlow, Daniel Butterfield e Winfield Scott Hancock. Cinco dos sete comandantes de brigada do 1º Corpo de exército de Reynolds ficaram feridos. Além de Hancock e John Gibbon sendo feridos, três dos dez comandantes de brigada do 2º Corpo de exército foram mortos e três ficaram feridos.
O historiador Bruce Catton escreveu, em 1952: "a cidade de Gettysburg parecia que algum dia de mudança universal havia sido interrompido por uma catástrofe". Mas houve apenas uma morte civil documentada durante a batalha: Ginnie Wade (também conhecida como Jennie), de 20 anos de idade, foi atingida por uma bala perdida que atravessou sua cozinha na cidade enquanto fazia pão. Outro civil notável que participou da batalha e acabou atingido foi John L. Burns, um veterano de 69 anos da Guerra de 1812 que caminhou para a linha de frente no primeiro dia de batalha e participou de combates pesados como voluntário ao lado dos soldados da União, recebendo inúmeros ferimentos no processo. Apesar de sua idade e ferimentos, Burns sobreviveu à batalha e viveu até 1872. Quase 8 000 pessoas foram mortas imediatamente durante a batalha; esses corpos, deitados sob o sol quente do verão, precisavam ser enterrados rapidamente. Mais de 3 000 carcaças de cavalos foram queimados em uma série de pilhas ao sul da cidade; os habitantes da cidade ficaram violentamente doentes com o fedor. Enquanto isso, a cidade de Gettysburg, com sua população de apenas 2 400 habitantes, viu-se encarregada de cuidar de 14 000 soldados feridos da União e de outros 8 000 prisioneiros confederados.
Os confederados perderam mais de 31–55 bandeiras de batalha, com a União possivelmente tendo perdido pouco menos de 40.

### Retirada dos Confederados

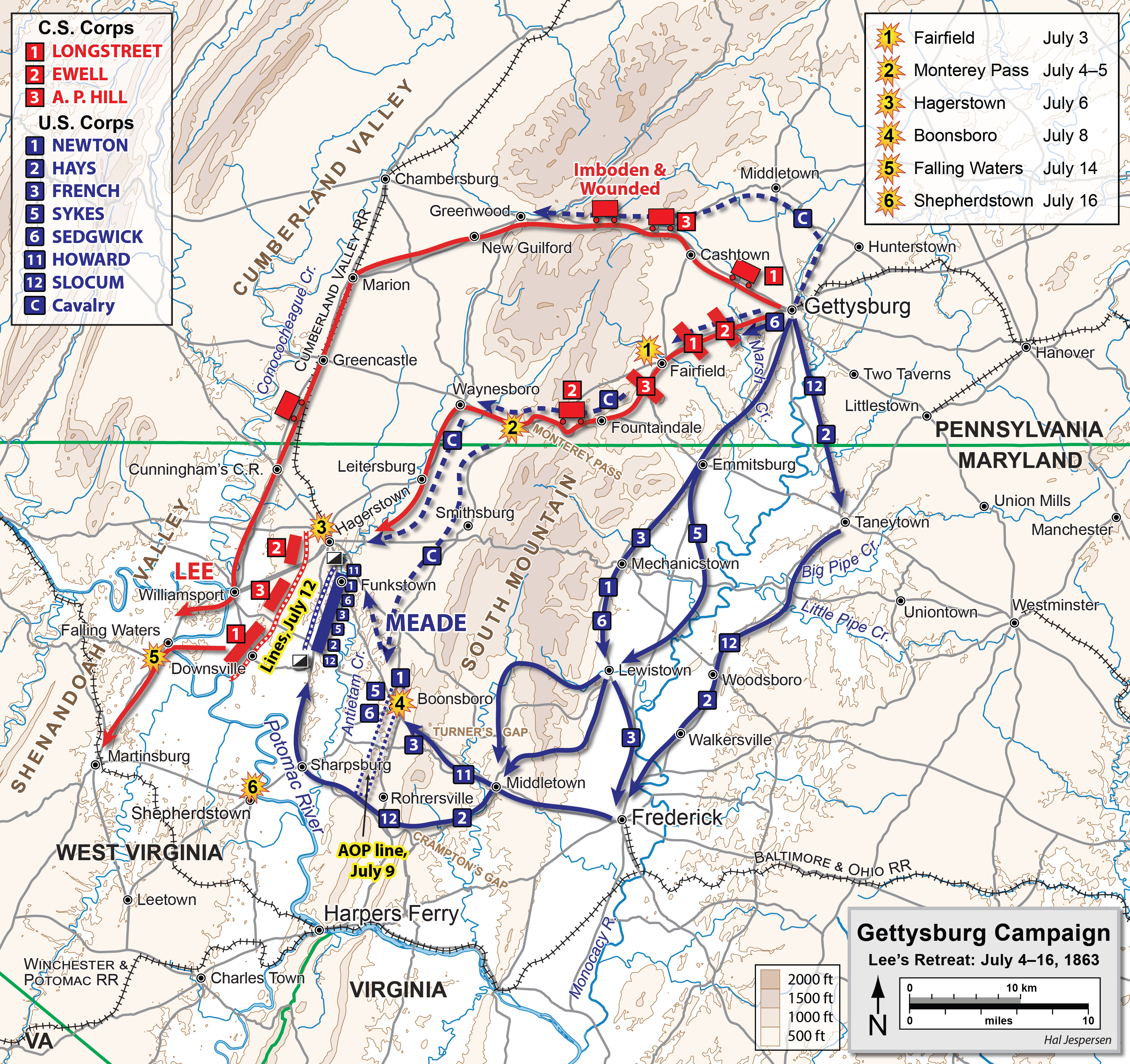
A campanha de Gettysburg após a batalha (5 de julho – 14 de julho de 1863)

Na manhã de 4 de julho, com o exército de Lee ainda presente, Meade ordenou que sua cavalaria chegasse à retaguarda do exército de Lee. Sob forte chuva, os exércitos se encararam através dos campos sangrentos, no mesmo dia em que, a cerca de 1.400 km de distância, a guarnição confederada em Vicksburg se rendeu ao major-general Ulysses S. Grant. Lee havia reformado suas linhas em uma posição defensiva em Seminary Ridge na noite de 3 de julho, evacuando a cidade de Gettysburg. Os confederados permaneceram no lado oeste do campo de batalha, esperando que Meade atacasse, mas o cauteloso comandante da União decidiu contra o risco, decisão pela qual seria criticado mais tarde. Ambos os exércitos começaram a recolher os feridos restantes e enterrar alguns dos mortos. Uma proposta de Lee para uma troca de prisioneiros foi rejeitada por Meade.
No final da tarde chuvosa, Lee começou a mover a parte não combatente de seu exército de volta para a Virgínia. A cavalaria, sob comando do general-de-brigada John D. Imboden, foi encarregada de escoltar os vagões de suprimentos e homens feridos que formavam uma linha de vinte e sete quilômetros de comprimento, utilizando uma longa rota através de Cashtown e Greencastle até Williamsport, Maryland. Após o pôr do sol, a parte combatente do exército de Lee iniciou sua retirada para a Virgínia usando uma rota mais direta (mas mais montanhosa) que começava na estrada para Fairfield. Embora Lee soubesse exatamente o que precisava fazer, a situação de Meade era diferente. Meade precisava permanecer em Gettysburg até ter certeza de que Lee havia partido. Se Meade saísse primeiro, ele poderia deixar uma abertura para Lee chegar a Washington ou Baltimore. Além disso, o exército que deixava o campo de batalha primeiro era muitas vezes considerado o exército derrotado.
A cavalaria da União teve alguns pequenos sucessos perseguindo o exército de Lee. O primeiro grande encontro ocorreu nas montanhas em Monterey Pass (no Condado de Franklin) em 4 de julho, onde a divisão de cavalaria de Judson Kilpatrick capturou de 150 a 300 carroças e fez de 1 300 a 1 500 prisioneiros confederados. No começo de 6 de julho, lutas adicionais de cavalaria ocorreram perto do rio Potomac, na área de Williamsport-Hagerstown, em Maryland. O exército de Lee ficou preso e atrasou a travessia do rio Potomac porque o tempo chuvoso fez com que o rio aumentasse e a ponte flutuante em Falling Waters tinha sido destruída. A infantaria de Meade não perseguiu Lee totalmente até 7 de julho e, apesar dos repetidos apelos de Lincoln e Halleck, não foi agressiva o suficiente para destruir o exército confederado. Uma nova ponte flutuante foi construída em Falling Waters e os níveis de água mais baixos permitiram que os confederados começassem a travessia após o anoitecer em 13 de julho. Embora a infantaria de Meade tenha alcançado a área em 12 de julho, foi sua cavalaria que atacou a retaguarda confederada na manhã de 14 de julho. A cavalaria da União fez 500 prisioneiros e o brigadeiro-general confederado Pettigrew foi mortalmente ferido, mas o exército de Lee completou sua travessia do Potomac. A campanha continuou ao sul do Potomac até a Batalha da Brecha de Manassas (no Condado de Warren) em 23 de julho, quando Lee escapou e Meade abandonou a perseguição em definitivo.

### Reação da União à notícia da vitória
A notícia da vitória da União eletrizou o Norte. Uma manchete no The Philadelphia Inquirer proclamou: "VITÓRIA! WATERLOO ECLIPSADO!". O jornalista nova-iorquino George Templeton Strong escreveu:
| “                                            | Os resultados desta vitória não têm preço. ... O encanto da invencibilidade de Robert E. Lee foi quebrado. O Exército do Potomac finalmente encontrou um general que pode lidar com isso e manteve nobremente seu terrível trabalho, apesar de sua longa lista desanimadora de fracassos duramente combatidos. ... Copperheads estão paralisados e mudos por enquanto, pelo menos. ... Governo é quádruplo fortalecido em casa e no exterior. | ” |
| — George Templeton Strong, Diário, pág. 330. | |   |

No entanto, o entusiasmo da União logo se dissipou quando o público percebeu que o exército de Lee havia escapado da destruição e a guerra continuaria. Lincoln queixou-se ao Secretário da Marinha, Gideon Welles, que: "Nosso exército segurou a guerra na palma da mão e eles não a fecharam!". O general-de-brigada Alexander S. Webb escreveu a seu pai em 17 de julho, afirmando que políticos de Washington como "Chase, Seward e outros", enojados com Meade, "escrevem para mim que Lee na verdade venceu aquela batalha!".

### Efeitos na Confederação

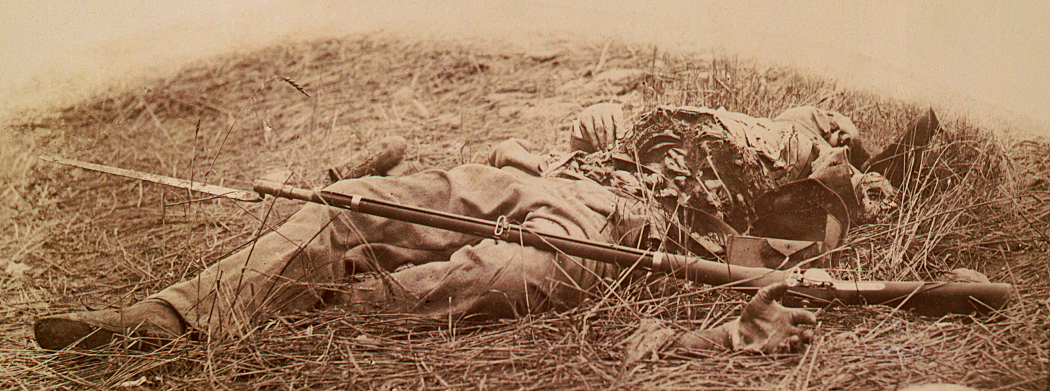
Um soldado americano morto (com o peito aberto por um disparo de artilharia) num campo de trigo de Gettysburg. Somadas as perdas de ambos os lados, cinquenta mil homens foram mortos, feridos, capturados ou desapareceram nos três dias de combates

Na verdade, os confederados haviam perdido militarmente e também politicamente. Durante as horas finais da batalha, o vice-presidente da Confederação, Alexander Stephens, estava se aproximando das linhas da União em Norfolk, Virgínia, sob uma bandeira de trégua. Embora suas instruções formais do Presidente confederado Jefferson Davis havia limitado seus poderes para negociar trocas de prisioneiros e outras questões processuais, o historiador James M. McPherson especula que ele tinha objetivos informais de apresentar iniciativas de paz. O presidente Davis esperava que Stephens chegasse a Washington pelo sul enquanto o exército vitorioso de Lee marcharia em direção a lá vindo do norte. O Presidente Lincoln, ao saber dos resultados positivos em Gettysburg, recusou o pedido de Stephens para passar pelas linhas. Além disso, quando a notícia da vitória unionista chegou a Londres, quaisquer esperanças remanescentes de reconhecimento europeu da Confederação foram finalmente abandonadas. Henry Adams, cujo pai servia como embaixador dos Estados Unidos no Reino Unido na época, escreveu: "Os desastres dos rebeldes não são redimidos por qualquer esperança de sucesso. Agora é admitido que toda ideia de intervenção acabou".
Para agravar os efeitos desta derrota foi o fim do Cerco de Vicksburg, que havia se rendido aos exércitos federais do General Ulysses Grant no oeste em 4 de julho, um dia após a batalha de Gettysburg, custando à Confederação mais de 30 000 homens, junto com todas as suas armas e provisões.
A reação imediata dos setores público e militar do sul foi que a derrota em Gettysburg foi um revés, não um desastre. O sentimento era de que Lee teve sucesso em 1º de julho e travou uma batalha valente em 2–3 de julho, mas não conseguiu desalojar o Exército da União da forte posição defensiva para a qual havia fugido. Os confederados mantiveram sua posição com sucesso em 4 de julho e se retiraram somente depois que perceberam que Meade não os atacaria. A retirada para o Potomac, que poderia ter sido um desastre, foi conduzida com maestria. Além disso, o Exército do Potomac (da União) foi mantido longe das fazendas da Virgínia durante o verão e todos previram que Meade seria tímido demais para ameaçá-los pelo resto do ano. Lee pessoalmente também tinha uma visão positiva da campanha, escrevendo para sua esposa que o exército havia retornado "um pouco mais cedo do que eu originalmente havia pensado, mas tendo realizado o que propus ao deixar Rappahannock, aliviando o vale da presença do inimigo e atraindo seu exército ao norte do Potomac". Ele foi citado como tendo dito ao major John Seddon, irmão do secretário de guerra confederado: "Senhor, nós os derrotamos em Gettysburg e será visto nos próximos seis meses que aquele exército ficará quieto como uma pomba". Alguns jornais sulistas, como o Charleston Mercury, criticaram a reação de Lee. Em 8 de agosto, Lee ofereceu sua renúncia ao presidente Davis, que rapidamente a rejeitou.

### O Discurso de Gettysburg

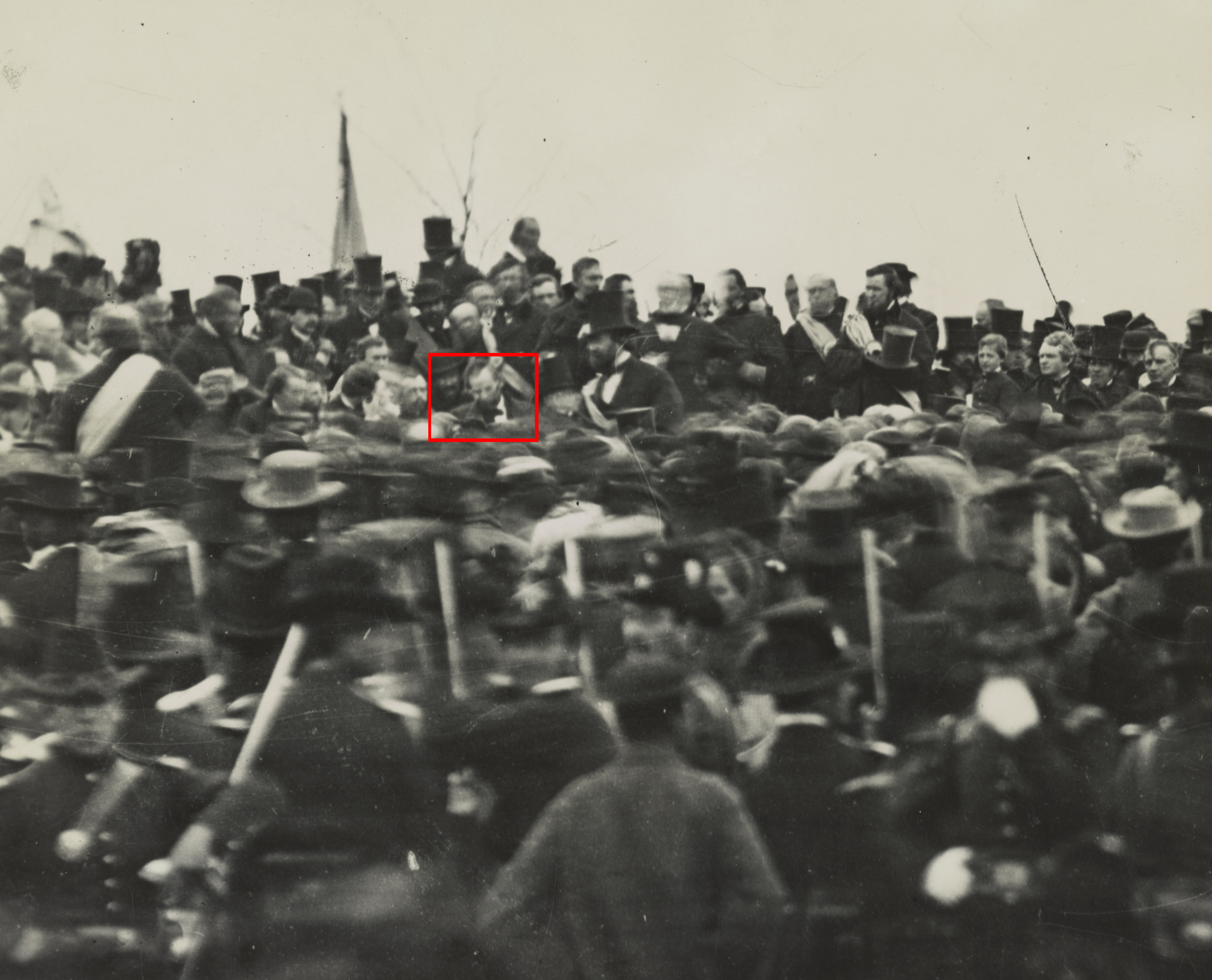
Em 19 de novembro de 1863, o Presidente Abraham Lincoln fez o famoso Discurso de Gettysburg, considerado um dos discursos mais conhecidos da história americana. Uma multidão de cidadãos e soldados cerca Lincoln (uma caixa vermelha mostra a localização do presidente na foto).

Os estragos da guerra ainda eram evidentes em Gettysburg mais de quatro meses depois, quando, em 19 de novembro, o Cemitério Nacional dos Soldados foi inaugurado. Durante esta cerimônia, o presidente Lincoln homenageou os mortos e redefiniu o propósito da guerra em seu histórico discurso em Gettysburg. Até aquele momento, o conflito era visto sob a ótica de preservar a União e acabar com a escravidão, mas com esse discurso, o presidente afirmou que agora a nação experimentaria um "novo nascer de liberdade" e que a própria proposta do que o governo dos Estados Unidos representava no mundo e sua democracia estavam em jogo.

### Medalha de Honra
Cerca de 72 Medalhas de Honra (a maior honraria outorgada pelo Congresso dos Estados Unidos às suas forças armadas) foram entregues a soldados que lutaram na Campanha de Gettysburg, sendo que 64 medalhas foram dadas para militares que lutaram na batalha propriamente dita. A primeira medalha foi outorgada em dezembro de 1864, enquanto a mais recente foi concedida postumamente ao tenente Alonzo Cushing em 2014.

## Análise histórica

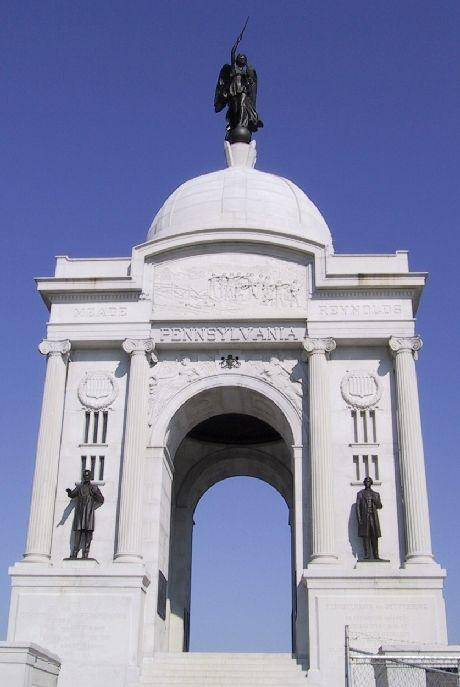
Memorial do Museu Nacional da Guerra Civil, em Gettysburg

A natureza do resultado da Batalha de Gettysburg tem sido objeto de controvérsia. Embora não seja visto como extremamente significativa na época, especialmente porque a guerra continuou por quase dois anos, em retrospecto tem sido frequentemente citada como o "ponto de virada", geralmente em combinação com a queda de Vicksburg que ocorreu no dia seguinte. Isso se baseia na observação de que, depois de Gettysburg, o exército de Lee não conduziu mais ofensivas estratégicas - suas forças apenas reagiriam à iniciativa do general Ulysses S. Grant em 1864 e 1865 - e no ponto de vista especulativo dos escritores da Lost Cause de que uma vitória confederada em Gettysburg pode ter resultado no fim da guerra.

[O Exército do Potomac] teve uma vitória. Pode ser uma vitória menor do que o Sr. Lincoln esperava, mas ainda assim foi uma vitória — e, por causa disso, não era mais possível para a Confederação vencer a guerra. O Norte ainda poderia perder, com certeza, se os soldados ou o povo desanimassem, mas a derrota total não estava mais nas cartas.

Bruce Catton, Glory Road
Atualmente, é amplamente aceito que Gettysburg foi uma vitória decisiva para a União, mas o termo é considerado impreciso. É indiscutível que a ofensiva de Lee em 3 de julho foi revertida decisivamente e sua campanha na Pensilvânia foi encerrada prematuramente (embora os confederados na época argumentassem que este foi um revés temporário e que os objetivos da campanha foram amplamente alcançados). No entanto, quando se pretende a definição mais comum de "vitória decisiva" - uma vitória militar indiscutível de uma batalha que determina ou influencia significativamente o resultado final de um conflito - os historiadores ficam divididos. Por exemplo, David J. Eicher chamou Gettysburg de "derrota estratégica para a Confederação" e James M. McPherson escreveu que "Lee e seus homens continuariam ganhando mais louros. Mas eles nunca mais possuíram o poder e a reputação que levaram para a Pensilvânia naqueles dias de verão de 1863".

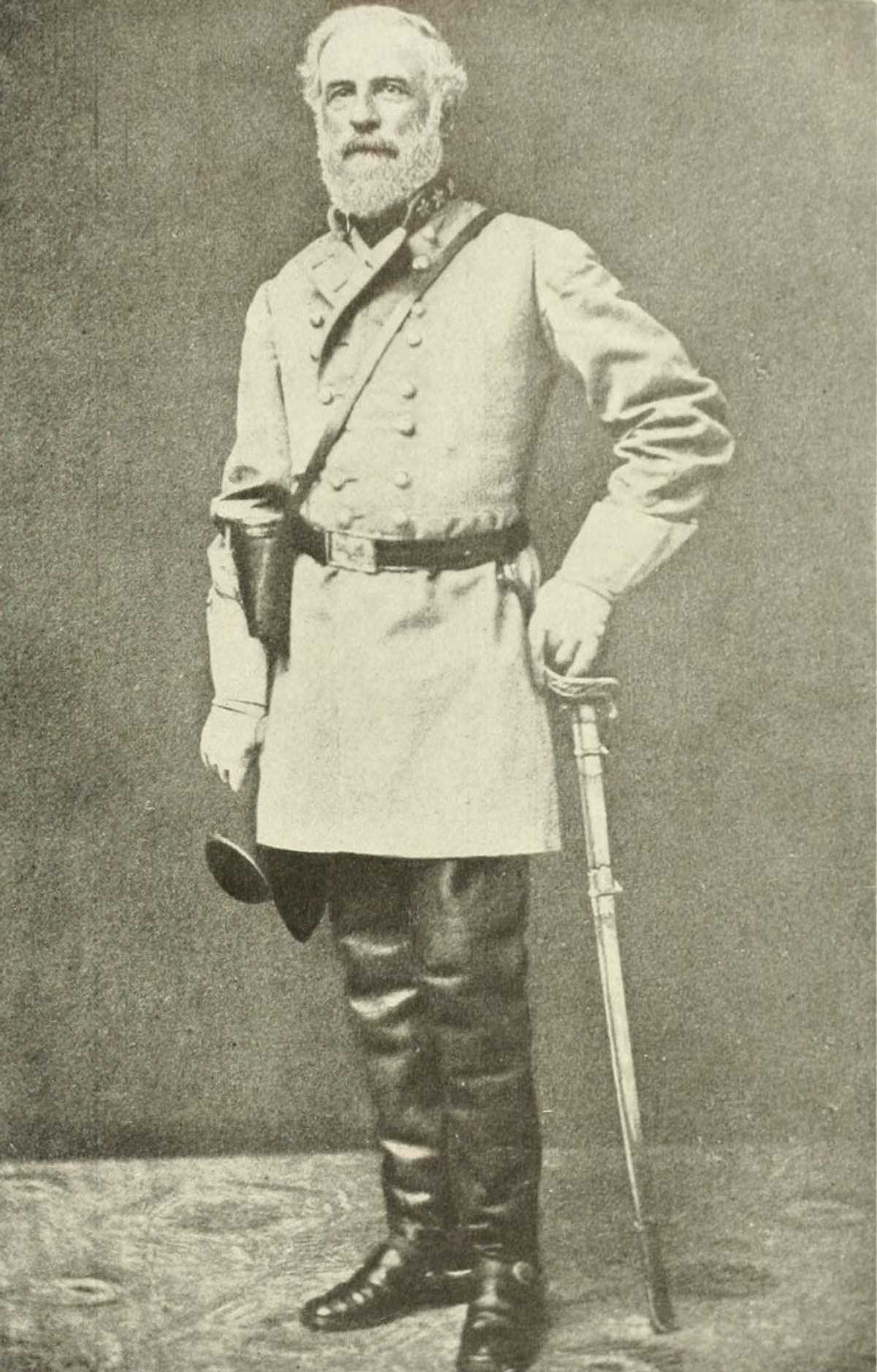
O general Lee em 1863

Contudo, Herman Hattaway e Archer Jones afirmam que "o impacto estratégico da Batalha de Gettysburg foi ... bastante limitado." Steven E. Woodworth escreveu: "Gettysburg provou apenas a quase impossibilidade de uma ação decisiva no teatro oriental". Edwin Coddington apontou para o alto preço cobrado sobre o Exército do Potomac e que "depois da batalha, Meade não possuía mais um instrumento verdadeiramente eficaz para as realizações de sua tarefa. O exército precisava de uma reorganização completa com novos comandantes e novas tropas, mas essas mudanças não foram feitas até que Grant apareceu em março de 1864". Joseph T. Glatthaar escreveu que "as oportunidades perdidas e quase sucessos atormentaram o Exército da Virgínia do Norte durante sua invasão do norte", ainda depois de Gettysburg, "sem as distrações do dever como uma força invasora, sem a quebra de disciplina, o Exército da Virgínia do Norte [permaneceu] uma força extremamente formidável". Ed Bearss também escreveu: "a invasão do Norte por Lee foi um fracasso caro. No entanto, na melhor das hipóteses, o Exército do Potomac simplesmente preservou o impasse estratégico no Teatro Oriental ..." O historiador Alan Guelzo notou que Gettysburg e Vicksburg não acabou com a guerra e que o conflito duraria mais dois anos. Ele também observou que pouco mais de um ano depois, os exércitos federais pareciam irremediavelmente atolados em cercos em Petersburgo e Atlanta.
Peter Carmichael, se referindo ao contexto militar para os exércitos, afirmou que as perdas horríveis em Chancellorsville e Gettysburg efetivamente destruíram a capacidade ofensiva de Lee, porém foram perdas cumulativas de várias campanhas e não resultadas de uma única batalha. Thomas Goss, escrevendo no jornal Military Review do Exército dos Estados Unidos sobre a definição de "decisivo" e a aplicação dessa descrição a vitória unionista em Gettysburg, concluiu: "Apesar de tudo o que foi decidido e realizado, a Batalha de Gettysburg falhou em merecer o rotular 'batalha decisiva'." O historiador militar John Keegan concorda com essa afirmação. Gettysburg foi uma batalha marcante, a maior da guerra e não seria superada. A União havia restaurado a crença na vitória certa e a derrota desanimou a Confederação. Se "não foi exatamente uma batalha decisiva", Gettysburg foi o fim do uso confederado da Virgínia do Norte como zona tampão militar, abrindo espaço para a Campanha Overland do General Grant.

## Preservação
O Cemitário Nacional de Gettysburg (onde os combatentes mortos estão enterrados) e o Parque Nacional Militar são mantidos pelo Serviço Nacional de Parques como dois dos marcos históricos mais reverenciados do país. Embora Gettysburg seja um dos campos de batalha mais conhecidos da guerra civil, também enfrentou ameaças à sua preservação e interpretação. Muitos locais historicamente significativos no campo de batalha ficam fora dos limites do Parque Militar Nacional de Gettysburg e são vulneráveis ao desenvolvimento residencial ou comercial. Cerca de 11 500 acres do campo de batalha são preservados e mantidos pelo governo federal.

## Na cultura popular

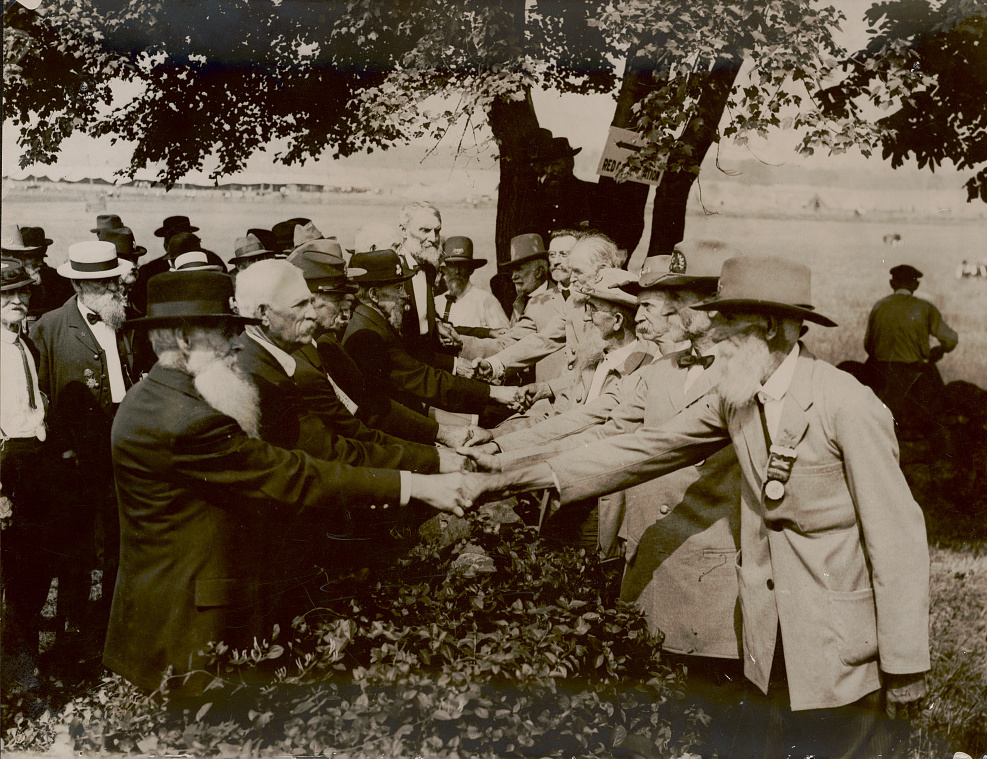
Reunião de veteranos confederados e federais em Gettysburg, em 1913. O local de encontro deles foi num lugar chamado de "O Ângulo", onde um grupo de confederados virginianos conseguiram temporariamente tomar antes de serem expulsos por tropas unionistas

Na reunião do 50º aniversário de Gettysburg (1913), cerca de 50 000 veteranos compareceram, de acordo com um relatório médico do exército de 1938. A historiadora Carol Reardon afirma que pelo menos 35 000 veteranos da União estiveram presentes, enquanto outros colocam o número em 56 000 veteranos, com apenas cerca de 7 000 veteranos confederados, a maioria da Virgínia e da Carolina do Norte. Alguns veteranos reencenaram a "Ataque de Pickett" em um espírito de reconciliação, um encontro que trouxe grande força emocional para ambos os lados. Houve um aperto de mão cerimonial em massa em uma parede de pedra em Cemetery Ridge.
Na 75ª reunião de aniversário de Gettysburg (1938), cerca de 1 333 veteranos da União e 479 veteranos confederados participaram.
Registros de filmes sobrevivem de duas reuniões de Gettysburg, realizadas no campo de batalha.
A Batalha de Gettysburg foi representada no filme de 1993 Gettysburg, baseado no livro The Killer Angels, de Michael Shaara, de 1974. O filme e o romance focaram principalmente nas ações do coronel Joshua Lawrence Chamberlain e dos generais John Buford, Robert E. Lee e James Longstreet durante a batalha. O primeiro dia focou na defesa da cavalaria de Buford, o segundo dia na defesa de Chamberlain em Little Round Top e o terceiro dia do Ataque de Pickett.